# Spike Lee
Shelton Jackson Lee (Atlanta, Georgia, 20 de marzo de 1957), más conocido como «Spike» Lee, es un director de cine, guionista, productor, profesor, director de televisión y actor estadounidense. Nacido en Atlanta y criado en Nueva York, estudió en la Escuela de las Artes Tisch de la Universidad de Nueva York, institución donde cursó una Maestría de Bellas Artes en Producción Cinematográfica en 1982. Tras su graduación fundó la compañía 40 Acres & A Mule Filmworks, con la que ha producido cerca de cuarenta películas desde 1983.
Debutó en 1986 con el largometraje She's Gotta Have It y desde entonces ha escrito y dirigido películas y documentales elogiados por la crítica especializada como Do the Right Thing (1989), Malcolm X (1992), 4 Little Girls (1997), 25th Hour (2002), When the Levees Broke (2006), Inside Man (2006), BlacKkKlansman (2018) y Da 5 Bloods (2020). Paralelo a su labor en el cine, ha dirigido y producido videoclips musicales para reconocidos artistas y comerciales para diversas marcas. Desde 1993 es profesor de dirección cinematográfica en la Universidad de Nueva York y en 2002 fue nombrado director artístico de la Escuela de las Artes Tisch.
Su obra, considerada controversial en su mayoría, explora las relaciones raciales, el colorismo en la comunidad negra, el crimen urbano y la pobreza, entre otros temas de índole político y social. A lo largo de su carrera ha ganado numerosos reconocimientos por su trabajo, entre los que se incluyen un Premio Óscar al Mejor Guion Adaptado, un Óscar Estudiantil, un Premio BAFTA al Mejor Guion Adaptado, dos Premios Emmy, dos Premios Peabody, el Gran Premio del Festival de Cannes y un Óscar honorífico. Sus películas Do the Right Thing, Malcolm X, 4 Little Girls y She's Gotta Have It fueron seleccionadas por la Biblioteca del Congreso para su preservación en el Registro Nacional de Cine por ser consideradas «cultural, histórica o estéticamente significativas».
Hijo del músico y compositor de jazz Bill Lee y de la profesora de artes y literatura Jacquelyn Carroll Shelton, Lee está casado con la empresaria y productora Tonya Lewis desde 1993, con quien tiene dos hijos. Tres de sus hermanos —Joie, David y Cinqué— están vinculados a la industria cinematográfica, al igual que su primo, el director Malcolm D. Lee. Dentro de sus colaboradores frecuentes destacan los actores Denzel Washington, John Turturro, Thomas Jefferson Byrd, Ossie Davis y Samuel L. Jackson; los directores de fotografía Ernest Dickerson y Ellen Kuras; los productores Wynn Thomas y Jon Kilik y los editores Barry Alexander Brown y Samuel Pollard.

## Primeros años
Shelton Jackson Lee nació en Atlanta el 20 de marzo de 1957, hijo de Jacquelyn Carroll Shelton, profesora de artes y literatura, y Bill Lee, músico y compositor de jazz. En busca de mejores oportunidades laborales, la pareja decidió mudarse a Chicago poco tiempo después del nacimiento de su hijo. Su experiencia en la capital de Illinois duró poco y a comienzos de la década de 1960 se trasladó al distrito de Brooklyn, en Nueva York, donde Shelton pasó su infancia.
El mayor entre cuatro hermanos, empezó a ser llamado «Spike» por su madre debido a su naturaleza rebelde y petulante. Según su hermana Joie, «[Spike] era simplemente el hermano mayor, y no era agradable. No era nada agradable». En su autobiografía de 2005 Spike Lee: That's My Story and I'm Sticking to It, Lee afirmó que no sufría de mal carácter y aseguró que, por ser el primogénito, su madre le asignaba «muchas responsabilidades». Desde una temprana edad estuvo expuesto a las artes: su padre practicaba su música en casa y su madre lo llevaba a ver obras de teatro y musicales. El sonido Motown, los Beatles y el béisbol eran sus principales pasiones de adolescente.

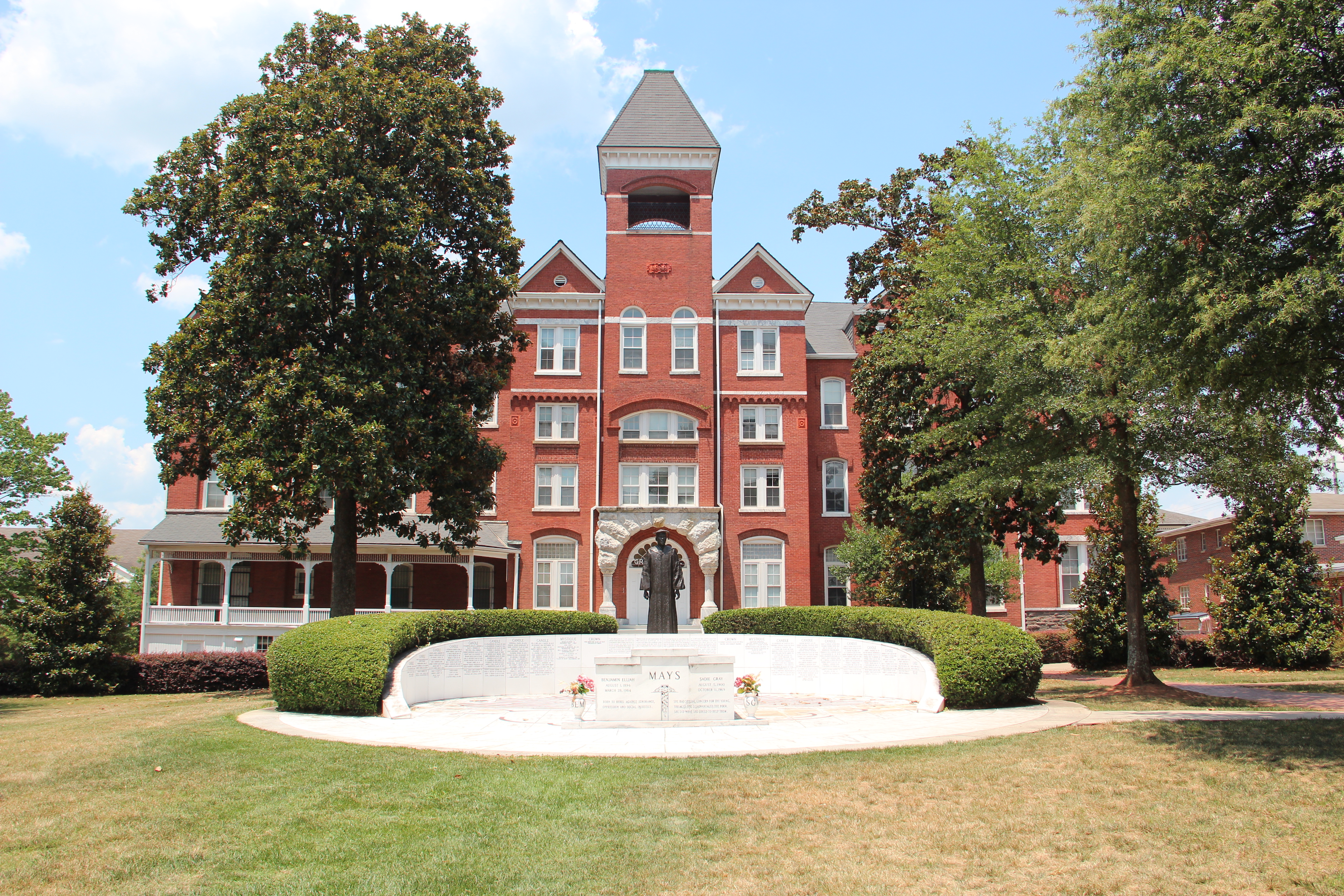
Lee se graduó con una licenciatura en comunicación en el Morehouse College en Atlanta, Georgia, Estados Unidos, en 1979.

En su libro manifestó que mientras vivía en el barrio italoestadounidense de Cobble Hill experimentó por primera vez el racismo: «Quise unirme a los Boy Scouts en Cobble Hill y me dijeron que no podía porque no era católico. Pero lo que realmente no querían era a un niño negro en los Scouts. Mi padre me lo explicó de una manera muy simple y directa». Su interés por el conflicto racial estadounidense creció al leer el libro de Alex Haley la Autobiografía de Malcolm X (1965) cuando cursaba sus estudios básicos secundarios en la John Dewey High School en el barrio de Gravesend. En su autobiografía se refirió a dicha obra como «la cosa más influyente» que leyó en su vida.
En 1975 dejó el hogar paterno y regresó a su natal Atlanta para matricularse en el Morehouse College, una institución educativa históricamente negra donde realizó su primera película estudiantil, Last Hustle in Brooklyn, grabada con una videocámara Super-8 durante el caos generado por el apagón de Nueva York de 1977. Paralelamente tomó cursos de cine en la Universidad Clark de Atlanta y se graduó con una licenciatura en comunicación en Morehouse en 1979. John Zachary, uno de sus compañeros de estudio, afirmó en una entrevista para el diario Atlanta Journal Constitution: «Recuerdo que caminaba por el campus con él y decía que iba a hacer películas y que la gente lo conocería algún día [...] No lo desanimé, porque eso es parte de la experiencia de estar en Morehouse, te enseñan a tener confianza. Era muy trabajador y al final las cosas le salieron bien».

## Carrera

### 1983-1988: inicios,She's Gotta Have ItySchool Daze
Luego de graduarse en Morehouse, inició estudios de producción cinematográfica en la Escuela de las Artes Tisch, una dependencia de la Universidad de Nueva York, donde cursó una Maestría de Bellas Artes en Producción Cinematográfica en 1982. Su proyecto universitario Joe's Bed-Stuy Barbershop: We Cut Heads (1983) se convirtió en la primera película estudiantil en ser exhibida en el Festival de Nuevos Directores del Lincoln Center y ganó un Óscar Estudiantil otorgado por la Academia de Artes y Ciencias Cinematográficas. En la producción participaron sus compañeros de clase Ernest Dickerson y Ang Lee como director de fotografía y asistente de dirección respectivamente, y su padre Bill se encargó de componer la banda sonora. Luego de su graduación fundó 40 Acres & A Mule Filmworks, una compañía de producción cinematográfica cuyo nombre proviene de un episodio histórico de la reconstrucción y que le sirvió como plataforma para producir sus obras fílmicas posteriores.
En 1985 comenzó a trabajar en su primer largometraje She's Gotta Have It, entrega inicial de la saga conocida como Crónicas de Brooklyn. Lo rodó en dos semanas con un presupuesto de 175 000 dólares y tras su estreno en 1986 logró recaudar más de siete millones en la taquilla estadounidense. Filmada casi en su totalidad en blanco y negro, la película contó con las actuaciones protagónicas de Tracy Camilla Johns, Tommy Redmond Hicks, John Canada Terrell y el propio Lee en el papel de Mars Blackmon, un personaje que se popularizaría en la década de 1990 tras aparecer en algunos comerciales de la marca de calzado deportivo Nike. Dirigida, escrita y producida por Lee, llamó la atención de la crítica y cosechó reseñas generalmente positivas, además de ser considerada «innovadora para los cineastas afroestadounidenses y un cambio bienvenido en la representación de la cultura negra en el cine de los Estados Unidos» por el consenso crítico del portal Rotten Tomatoes. Peter Keough del diario Chicago Reader elogió la labor del cineasta y destacó que «su primer largometraje lo planteó como un rival para Woody Allen, casi igualándolo en la autenticidad psicológica de sus personajes y tal vez superándolo en gracia, virtuosismo y regocijo creativo».
El mismo año de su estreno, She's Gotta Have It le valió al director algunos reconocimientos, entre los que destacan el Premio de la Juventud del Festival de Cannes, el Premio Nueva Generación otorgado por la Asociación de Críticos de Cine de Los Ángeles y el galardón al mejor primer largometraje en los Premios Independent Spirit. En 2019 la Biblioteca del Congreso de los Estados Unidos la seleccionó para su preservación en el Registro Nacional de Cine por considerarla «cultural, histórica o estéticamente significativa». En una entrevista con el medio Huffington Post en 2014, Lee aseguró que su único arrepentimiento como cineasta es haber incluido una escena de violación en la película: «Fue totalmente estúpido e inmaduro [...] odio no haber podido ver la violación como el acto vil que es».
En 1988 estrenó School Daze, largometraje distribuido por Columbia Pictures y basado parcialmente en sus experiencias tras su paso por el Morehouse College de Atlanta. Protagonizado por Laurence Fishburne, Giancarlo Esposito y Tisha Campbell-Martin, el filme tuvo una recepción mixta y ganó alrededor de quince millones de dólares en su paso por los cines. El crítico Roger Ebert le otorgó tres estrellas y media sobre cuatro posibles y reconoció que, aunque tiene «grandes problemas estructurales y deja muchos cabos sueltos», nunca hubo un momento en que no lo entretuviera. En una reseña menos entusiasta, Rita Kempley del Washington Post se refirió a la cinta como «un desastre arrogante, sin humor y sexista».

### 1989:Do the Right Thing
| «Tenemos cinco grandes películas aquí, y son geniales porque dicen la verdad. Pero hay una película que falta en esta lista y que merece estar en ella porque, irónicamente, podría decir la mayor verdad de todas. Esa película es Do the Right Thing».—Kim Basinger durante la presentación de las candidatas al Óscar a la mejor película en 1989. |

Basado en un episodio de la serie de televisión Alfred Hitchcock presenta y tras escribir el guion en dos semanas, en 1989 dirigió y produjo la película Do the Right Thing, en la que además interpretó el papel protagónico de Mookie, un humilde repartidor de pizza que se ve envuelto en una riña racial en las calles de Brooklyn. Elogiada por la crítica y reconocida como «una de las películas más importantes de la década de 1980» por Rotten Tomatoes, recibió una nominación al Premio Óscar al mejor guion original el mismo año de su estreno. La actriz Kim Basinger criticó su omisión en la categoría de mejor película durante la presentación de las candidatas en la ceremonia: «Tenemos cinco grandes películas aquí, y son geniales porque dicen la verdad. Pero hay una película que falta en esta lista y que merece estar en ella porque, irónicamente, podría decir la mayor verdad de todas. Esa película es Do the Right Thing».
En una entrevista en abril de 2008 para la revista New York, Lee confesó su molestia por el hecho de que Driving Miss Daisy ganara el Óscar como mejor película y añadió que «actualmente nadie la recuerda». Aseguró además que Do the Right Thing fue el primer filme en el que se sintió cómodo con los actores y reveló que inicialmente quiso contar con la participación de Robert De Niro para el papel de Salvatore Frangione, interpretado finalmente por Danny Aiello. Con un presupuesto de seis millones de dólares, el filme recaudó más de 37 millones tras su paso por los cines y le valió al director nominaciones a los Globos de Oro y a la Palma de Oro, y galardones en otros eventos como los Premios de la Asociación de Críticos de Cine de Los Ángeles y los Premios del Círculo de Críticos de Cine de Nueva York.
Algunos críticos manifestaron que la película podría incitar al público de color a generar disturbios. En su reseña para la revista New York, Joe Klein advirtió sobre las supuestas consecuencias violentas si lograba difundirse entre dicha audiencia: «Si Lee engancha a grandes audiencias de color, hay una buena posibilidad de que el mensaje que tomen de la película aumente las tensiones raciales en la ciudad». El crítico David Denby secundó esta declaración al afirmar que Lee estaba «jugando con dinamita en un patio de recreo urbano» y que la «respuesta a la película se le podría salir de las manos». En una entrevista con Rolling Stone en 2014, el cineasta expresó su molestia ante estas críticas y las tildó de «escandalosas, atroces y racistas», y defendió su obra al afirmar que los fanáticos de las películas de Arnold Schwarzenegger no salen de las salas de cine «con ganas de asesinar personas». En junio de 2006, la revista Entertainment Weekly ubicó al filme en la vigésimo segunda posición de su lista de las «25 películas más controversiales de la historia».

### 1990-1991:Mo' Better BluesyJungle Fever
En 1990 trabajó por primera vez con Denzel Washington —con quien ha colaborado en varias ocasiones durante su carrera— en la película Mo' Better Blues, en la que el actor encarnó a Bleek Giliam, un trompetista que toma una serie de malas decisiones que ponen en peligro sus relaciones personales y su carrera musical. La representación de Moe y Josh Flatbush, dos judíos propietarios de un club nocturno interpretados por los hermanos John y Nicholas Turturro respectivamente, provocó la reacción de organizaciones projudías internacionales como la Liga Antidifamación y la B'nai B'rith. La ADL expresó que este tipo de caracterizaciones «sacan a la luz una forma antigua y peligrosa de estereotipos antisemitas». Lee respondió a las acusaciones al afirmar que era poco probable que Lew Wasserman, Sidney Sheinberg o Tom Pollock, ejecutivos judíos de MCA Inc. y de Universal Pictures, permitieran contenidos antisemitas en una película producida por ellos mismos. Con un 71 % de aprobación en Rotten Tomatoes, Mo' Better Blues dividió a la crítica y fue descrita en el consenso de la página como «rica en matices vibrantes y en la apasionada actuación de Denzel Washington, aunque su relato directo carece de la fuerza política que los fanáticos de Spike Lee esperan de una producción suya».
La segunda película del cineasta en la década fue Jungle Fever, una comedia romántica protagonizada por Annabella Sciorra, Wesley Snipes y Samuel L. Jackson. Estrenada el 7 de junio de 1991 y distribuida por Universal Pictures, contó con un presupuesto cercano a los quince millones de dólares y obtuvo casi 49 millones en taquilla. Bien recibida por la crítica, Jungle Fever obtuvo galardones en eventos como el Festival de Cannes de 1991, los Premios de la National Board of Review y los Premios del Círculo de Críticos de Cine de Nueva York. John Ferguson de la revista Radio Times destacó la labor de Lee en su reseña: «Su dirección es maravillosamente fluida y, como en la mayoría de sus películas, está magníficamente servida por la impactante cinematografía de Ernest Dickerson y las excelentes actuaciones de sus protagonistas». Candice Russell de South Florida Sun-Sentinel aseguró que «Lee nuevamente triunfó» y se refirió al filme como «brillantemente escrito y totalmente provocativo». Lee dedicó Jungle Fever a Yusuf Hawkins, un adolescente afroamericano asesinado el 23 de agosto de 1989 en el vecindario de Bensonhurst por italianoamericanos que lo acusaron falsamente de tener un romance con una joven blanca del barrio.

### 1992:Malcolm X

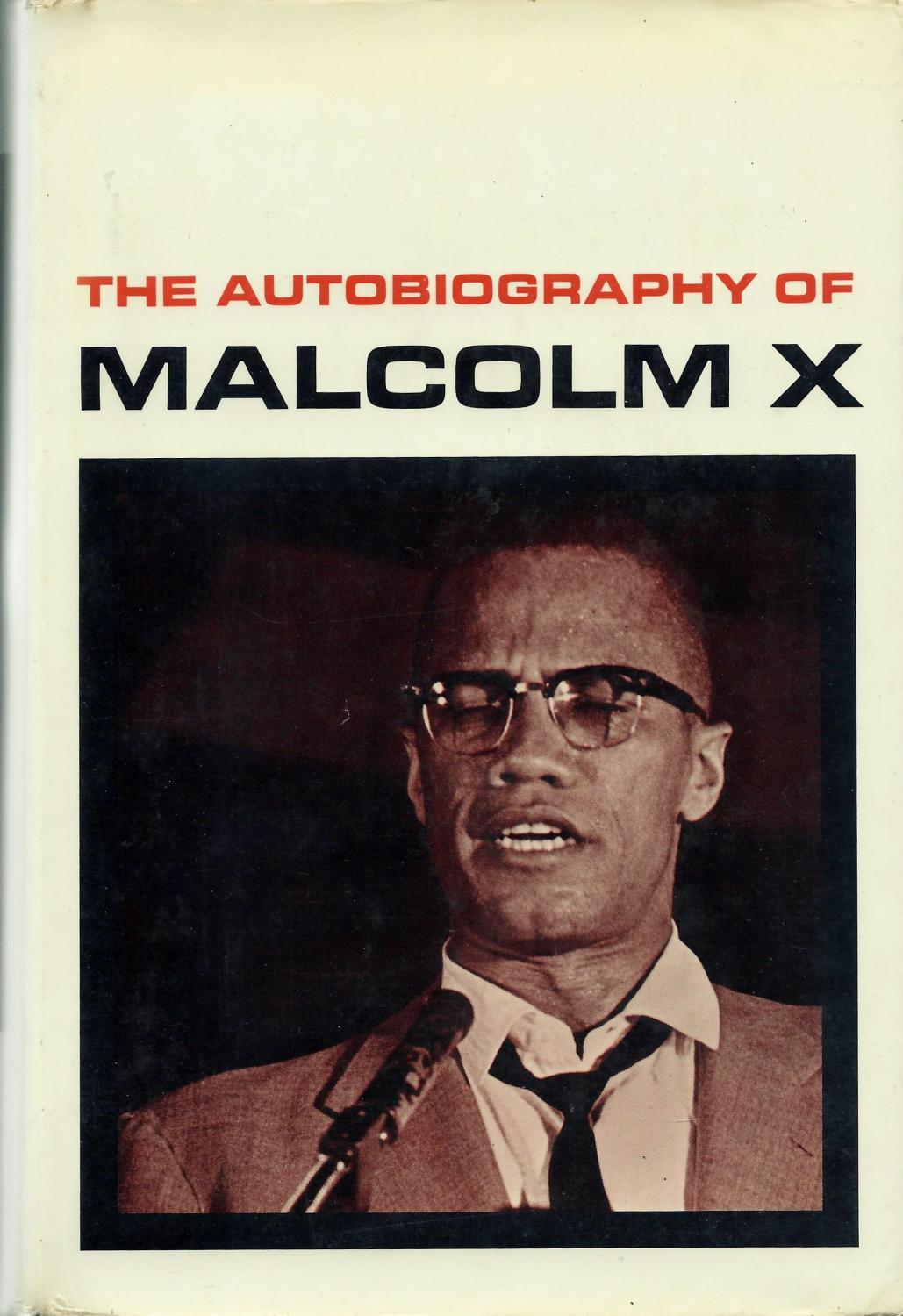
La Autobiografía de Malcolm X, escrita por Alex Haley y Malcolm X, y publicada en 1965, sirvió como referencia para el desarrollo del largometraje Malcolm X (1992).

En 1992 dirigió, coprodujo y coescribió el largometraje Malcolm X sobre la vida y obra del activista afroamericano del mismo nombre, un proyecto que inicialmente le fue ofrecido al cineasta canadiense Norman Jewison a partir de un guion escrito por el novelista James Baldwin y el dramaturgo Arnold Perl. Lee criticó la decisión de Warner Bros. de contratar a un director blanco y aseguró que uno de sus sueños desde su etapa estudiantil era adaptar al formato cinematográfico la Autobiografía de Malcolm X, obra literaria escrita por Alex Haley y el propio activista. Jewison abandonó el proyecto porque no estaba satisfecho con el guion y el productor Marvin Worth decidió escoger a Lee para llevarlo a cabo. Coincidiendo en parte con la visión de Jewison sobre el guion, Lee realizó algunas modificaciones al texto: «Estoy dirigiendo esta película y reescribí el guion [...] este filme va a reflejar mi propia visión sobre Malcolm X».
Nominada al Oso de oro en la Berlinale de 1993, tuvo una buena recepción crítica y de audiencia en general y posee un 88 % de aprobación en el sitio Rotten Tomatoes, cuyo consenso afirma: «Liderada por una poderosa actuación de Denzel Washington, la biografía de Spike Lee del legendario líder de los derechos civiles da vida a su autobiografía con un barrido épico y un mensaje lleno de matices». Roger Ebert le otorgó su máxima calificación y elogió al director en su reseña: «Spike Lee no sólo es uno de los mejores cineastas de América, sino uno de los más importantes, porque sus películas tratan el tema central de la raza. En vez de utilizar el sentimentalismo o los clichés políticos, ofrece una mirada cercana a la vida de sus personajes». En una crítica menos entusiasta, Richard Corliss de la revista Time aseguró que el cineasta «fue víctima del peligro de las biografías cinematográficas al elevar la importancia de Malcolm hasta oscurecer el contexto histórico vital». La actuación de Denzel Washington cosechó elogios y le valió una nominación al Óscar en la categoría de mejor actor. A Lee no le agradó la decisión de la academia de entregar el premio a Al Pacino por Perfume de mujer y aseguró que Washington «fue robado».

### 1994-1996:Crooklyn,ClockersyGirl 6
Crooklyn, estrenada el 13 de mayo de 1994 y protagonizada por Zelda Harris, Alfre Woodard y Delroy Lindo, logró convencer a la crítica, pero tuvo un pobre desempeño en taquilla al recaudar un poco más de trece millones de dólares contra un presupuesto de catorce. La periodista del New York Times Janet Maslin se refirió al filme como la primera producción de Lee con potencial para convertirse en una serie de televisión y aseguró que «es la primera en mostrar verdadera calidez de corazón». En su reseña para el periódico Hartford Courant, Malcolm Johnson coincidió con Maslin: «Crooklyn es un relato tierno y conmovedor [...] muestra un lado diferente y más sentimental de ese agitador cinematográfico que es Spike Lee». Como en la totalidad de sus anteriores producciones, Lee también se desempeñó como actor en Crooklyn, en este caso, en el papel de un joven adicto a los inhalantes llamado Snuffy.
En 1995 dirigió Clockers, un proyecto ofrecido inicialmente a Martin Scorsese que el cineasta neoyorquino decidió abandonar para enfocarse en el rodaje de Casino. La película convenció a la crítica, pero se convirtió en un nuevo fracaso de taquilla al cosechar en promedio la mitad de su presupuesto. Rotten Tomatoes le asignó una aprobación del 71 % y en su consenso ponderó la labor de Lee: «Una obra de lúgubre madurez que sacrifica poca de la energía característica de su director, Clockers es un drama con un mensaje poderosamente urgente». Protagonizado por Harvey Keitel, John Turturro y Delroy Lindo y basado en la novela homónima del autor estadounidense Richard Price, el largometraje obtuvo una nominación al León de Oro en el Festival Internacional de Cine de Venecia de 1995. Ese mismo año dirigió un segmento de la película de antología Lumière y compañía, en la que cuarenta cineastas aportaron cada uno un cortometraje de 52 segundos en conmemoración de los cien años de la invención del cinematógrafo, y fungió como productor ejectuvo en el filme de terror Tales from the Hood (1995), dirigido por Rusty Cundieff.

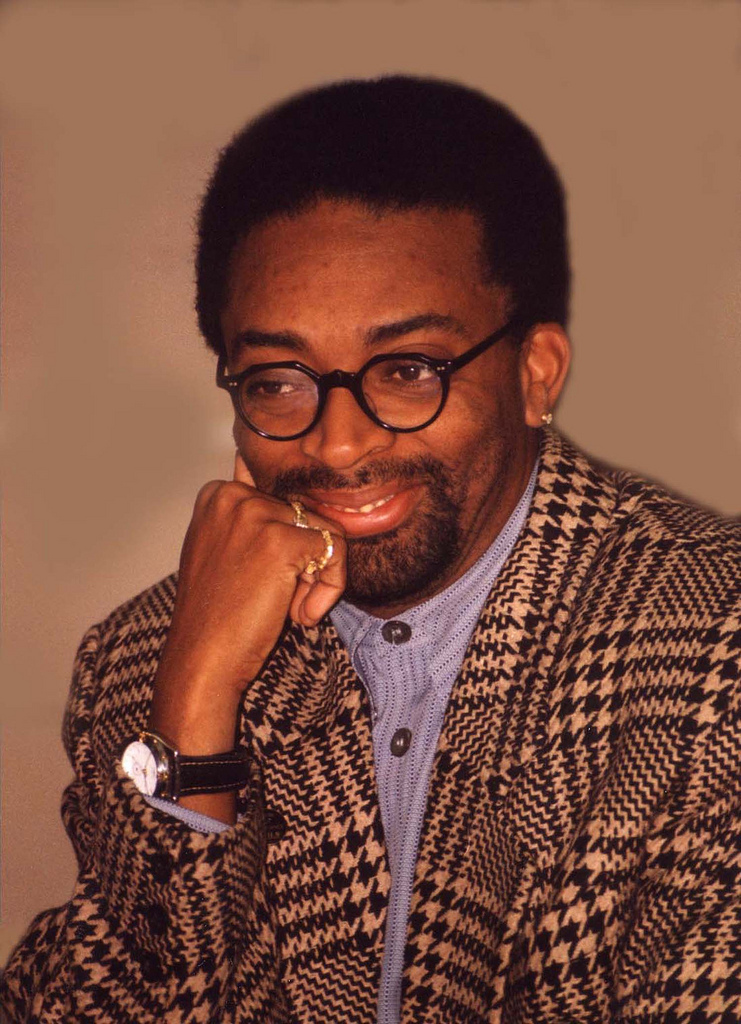
Lee en 1996.

Girl 6, comedia negra de 1996 que contó con una banda sonora grabada por Prince, tuvo una recepción crítica poco entusiasta y cuenta con una aprobación del 33 % en Rotten Tomatoes. «Girl 6 tiene una estrella convincente, una banda sonora de Prince y el vívido estilo de Spike Lee, pero desafortunadamente cuenta una historia que nunca es tan concluyente o perspicaz como debe ser», indica el consenso del sitio. Roger Ebert, quien hasta ese momento había elogiado su trabajo, calificó a la película con dos estrellas y lo criticó por ser incapaz de darle una mayor veracidad a su protagonista Theresa Randle como una operadora de sexo telefónico: «Spike Lee es un gran cineasta, pero su punto fuerte no es liderar expediciones a los rincones secretos de la psique femenina [...] Lee no conoce ni entiende a Girl 6, y no tiene una idea clara de la estructura o el propósito de la película». Para Peter Travers de Rolling Stone, el director «hizo lo imposible: le quitó la diversión al sexo por teléfono y lo reemplazó por una charla santurrona», y según Edward Guthmann de San Francisco Chronicle, «nunca estuvo conectado con las perspectivas femeninas, y con Girl 6 demuestra que el matrimonio, la madurez y diez años de cine no han corregido sustancialmente su punto ciego».
Get on the Bus (1996) representó una especie de resurgimiento para el director. Estrenada exactamente un año después de la llamada marcha del millón de hombres que tuvo lugar en Washington y basada en ese evento en particular, la cinta tuvo una cálida recepción y generó números positivos en la taquilla estadounidense. Cosechó además una mención especial y una nominación al Oso de Oro en el Festival Internacional de Cine de Berlín de 1997. Para David Ansen de Newsweek, Lee «se revitalizó por la urgencia del esfuerzo», y Todd McCarthy del semanario Variety afirmó que la película es «una regeneración vital del talento de un cineasta, así como una vigorosa y a menudo muy divertida dramatización de temas sociopolíticos urgentes».

### 1997-1999:4 Little Girls,He Got GameySummer of Sam
Su documental de 1997 4 Little Girls, acerca de las cuatro niñas afroestadounidenses asesinadas en el atentado de la Iglesia Bautista de la Calle 16 en Birmingham, Alabama en 1963, obtuvo nominaciones a los Premios Óscar en la categoría de mejor documental y a los Premios Primetime Emmy en la categoría de mejor documental o especial de no ficción, además de otros galardones. Su interés por realizar un documental sobre este incidente surgió cuando leyó un artículo del New York Times Magazine mientras estudiaba en la Universidad de Nueva York. Poco tiempo después le envió una carta a Chris McNair, el padre de una de las víctimas, solicitándole permiso para contar su historia a través de una película, pero no obtuvo una respuesta positiva. En una entrevista para Industry Central en 1997, Lee lo atribuyó a su juventud y escasa experiencia en ese momento: «Estaba por ingresar en mi primer semestre en la Universidad de Nueva York, por lo que mis habilidades como cineasta eran inexistentes, y en ese momento, Chris McNair todavía dudaba en hablar del incidente».
Seleccionada para su preservación por la Biblioteca del Congreso en 2017, 4 Little Girls cuenta con una aprobación del 100 % en Rotten Tomatoes, cuyo consenso asegura que el director hace uso de «toda la furia palpable requerida por el tema». Janet Maslin del New York Times también elogió su trabajo: «Lee, cuyo estilo documental esbelto y directo no pierde nada de su claridad y fuego habituales, convoca un poderoso sentido del pasado de Birmingham y un sentido galvanizador de cómo este atentado cambiaría su futuro». Para Rob Gonsalves del portal eFilmCritic, el documental «tiene la belleza de la simplicidad y los matices de la compasión», y para Emanuel Levy de Cinema 24/7, Lee «equilibra los recuerdos personales y dolorosos de muchos testigos con una conmovedora exposición política del incidente».

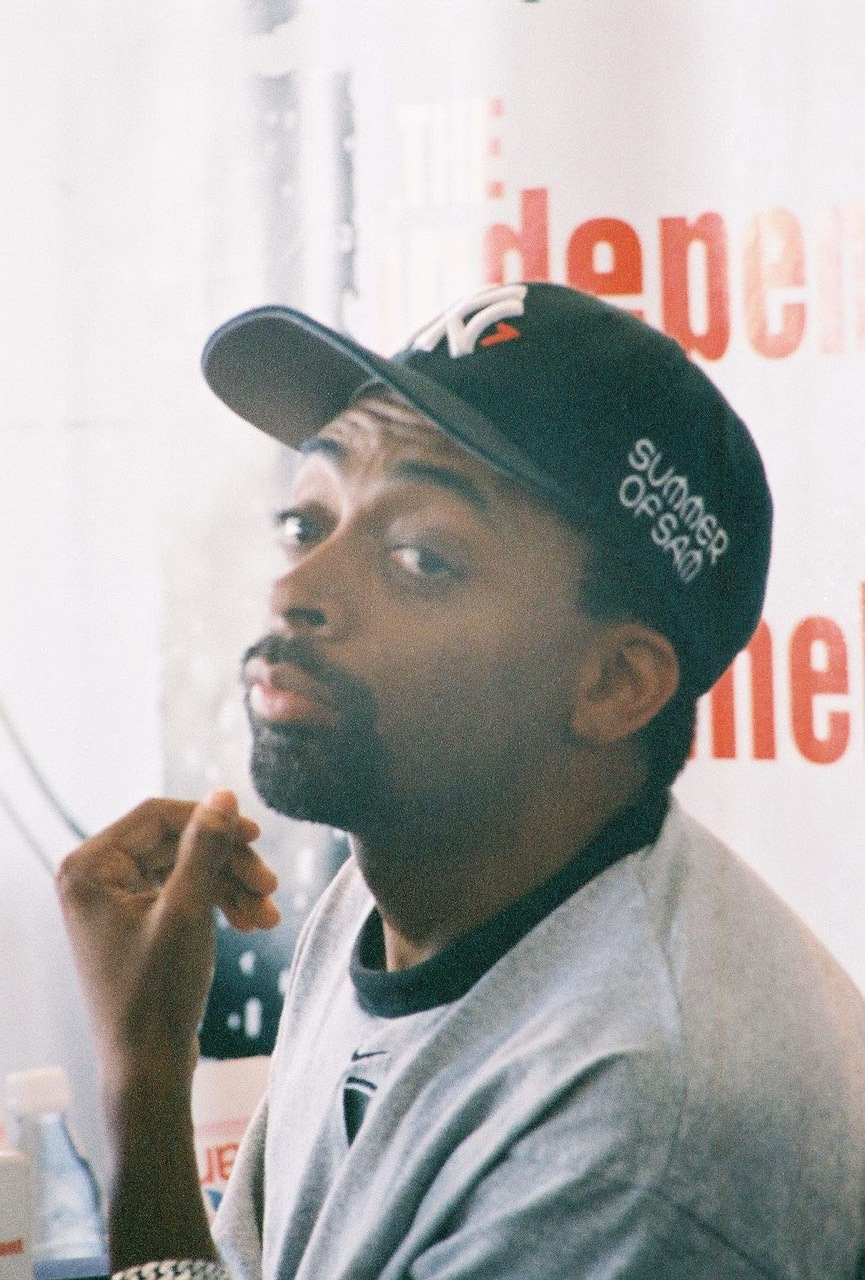
Lee en el Festival de Cannes de 1999, durante la presentación del largometraje Summer of Sam.

También en 1997 inauguró y fue nombrado presidente y director creativo de Spike DDB, una agencia de publicidad en colaboración con la compañía DDB Worldwide con la que ha realizado campañas publicitarias para diversas marcas desde entonces. Para He Got Game (1998), su primera película sobre deportes, contó nuevamente con la participación de Denzel Washington como protagonista y realizó varias pruebas con baloncestistas profesionales como Kobe Bryant, Tracy McGrady y Allen Iverson en busca de una coestrella. El elegido fue Ray Allen, quien en ese momento jugaba para el club Milwaukee Bucks y debió tomar clases de actuación con la entrenadora Susan Batson durante ocho semanas antes de incorporarse al rodaje. El crítico Michael Rechtshaffen admiró el trabajo del cineasta en su reseña para The Hollywood Reporter: «Como director continúa perfeccionando su considerable oficio y no teme tomar riesgos creativos en el camino». Emmanuel Levy de Variety lo consideró uno de sus filmes «más accesibles», y Jonathan Rosenbaum de Chicago Reader elogió sus «efectos estilísticos». Pese a la recepción generalmente positiva, no alcanzó a cosechar en taquilla el dinero invertido en su realización.
Summer of Sam, estrenada en la Quincena de Realizadores del Festival de Cine de Cannes el 20 de mayo de 1999, protagonizada por John Leguizamo —a quien Lee dirigió en el telefilme Freak de 1998— y basada en los asesinatos cometidos por David Berkowitz en 1977 y en su efecto sobre un grupo ficticio de residentes de un vecindario italoestadounidense en El Bronx, representó un nuevo fracaso comercial y recibió reseñas pobres tras su estreno. Andrew Sarris del diario británico The Observer se refirió al filme en 2007 como «una basura del cine de explotación en su forma más torpe» y aseguró que, una vez más, «una película de Spike Lee se echó a perder tratando de parecer importante». Sin embargo, posteriormente consiguió mejores valoraciones, como la reseña de Adam Nayman para The Ringer (2019), en la que el crítico asegura que la interacción de Leguizamo y Adrien Brody «alcanza un punto de ebullición emocional»; o la de Henry Stewart de la revista Brooklyn (2016), en la que se refiere a Summer of Sam como «una parodia deliberadamente exagerada de Mean Streets [de Martin Scorsese]». Finalizó la década de 1990 produciendo el largometraje The Best Man, dirigido por su primo Malcolm D. Lee, protagonizado por Taye Diggs y Nia Long y estrenado el 22 de octubre de 1999.

### 2000-2004:Bamboozled,The 25th Hour, She Hate MeySucker Free City
Inspirado en los largometrajes Un rostro en la multitud de Elia Kazan (1957) y Network de Sidney Lumet (1976), inició el nuevo milenio como director, productor y escritor de Bamboozled, una película satírica protagonizada por Damon Wayans, Savion Glover y Jada Pinkett Smith. En una reseña contemporánea, Andrew Sarris de The Observer criticó su intención de ubicar un minstrel en pleno siglo xxi: «Si Lee quiso traer de vuelta el entretenimiento de las caras pintadas de negro como una metáfora de los actuales artistas negros que le parecen desagradables, calculó mal». Jonathan Rosenbaum del semanario Chicago Reader opinó que Lee había creado «una película básicamente descuidada, con pocos indicios de autocrítica y pocas risas genuinas». Pese a su pobre recepción inicial y sus bajos números de taquilla, con el paso de los años su representación satírica de la población negra en el cine y la televisión estadounidenses empezó a ser mejor valorada. También en el año 2000 coprodujo el filme Love & Basketball de Gina Prince-Bythewood y dirigió el documental The Original Kings of Comedy sobre la gira Kings of Comedy de los humoristas Steve Harvey, Cedric the Entertainer, D. L. Hughley y Bernie Mac. Con un notable desempeño comercial, una recepción crítica generalmente positiva y nominaciones a los premios NAACP Image y de la Asociación de Críticos de Cine de Chicago, The Original Kings of Comedy se convirtió en su primer éxito de la década.
En 2001 produjo la película 3 A.M. de Lee Davis sobre tres taxistas neoyorquinos que se ven envueltos en una violenta historia y dirigió el filme A Huey P. Newton Story, una adaptación de la obra de teatro homónima protagonizada por Roger Guenveur Smith en el Teatro Público del Festival de Shakespeare de Nueva York. El 20 de octubre del mismo año presentó el cortometraje Come Rain or Come Shine como homenaje a los fanáticos del equipo de béisbol New York Yankees durante el Concierto para la Ciudad de Nueva York, un evento benéfico organizado en el Madison Square Garden en respuesta a los atentados del 11 de septiembre.
| «Todos saben que Spike Lee es un cineasta importante, pero ¿se dan cuenta de lo bueno que es con los actores y de lo innovador de su estilo? [...] Con Lee, como con cualquier director clásico, el énfasis está en la historia y en la gente. Pero siempre está ahí, dándonos codazos, asegurándose que lo notamos, moviendo su cámara no sólo con eficiencia sino con gracia e innovación».—Roger Ebert en su reseña del largometraje 25th Hour (2002). |

También en 2001 se puso en contacto con el escritor David Benioff para realizar una adaptación de su novela The 25th Hour. Cuando el proyecto se encontraba en sus primeras etapas de planeación, Lee decidió incorporar el tema de los atentados del 11 de septiembre a la historia sobre un traficante de drogas que vive su último día de libertad antes de enfrentar una sentencia de prisión. Estrenada en diciembre de 2002 con el título 25th Hour y protagonizada por Edward Norton, Barry Pepper, Philip Seymour Hoffman y Rosario Dawson, la película recibió buenos comentarios de la crítica y recaudó más de 25 millones de dólares en la taquilla internacional. Para Joshua Rothkopf del portal In These Times: «25th Hour eclipsa todo lo hecho anteriormente [por Spike Lee], incluyendo a Do the Right Thing, en términos de su visión de la violencia que destruye los barrios y, provocativamente, del horizonte de su amada ciudad». Roger Ebert elogió al director en su reseña: «Todos saben que Spike Lee es un cineasta importante, pero ¿se dan cuenta de lo bueno que es con los actores y de lo innovador de su estilo? [...] Con Lee, como con cualquier director clásico, el énfasis está en la historia y en la gente. Pero siempre está ahí, dándonos codazos, asegurándose que lo notamos, moviendo su cámara no sólo con eficiencia sino con gracia e innovación».
En 2002 dirigió y produjo un nuevo documental titulado Jim Brown: All-American acerca del futbolista de la NFL, Jim Brown. Miembros de la familia de Brown y personalidades del deporte y el cine como Oliver Stone, Bernie Casey, Art Modell y Raquel Welch participaron en el filme hablando de su relación con el deportista. Para Owen Gleiberman de Entertainment Weekly, el logro del director en el documental «se extiende a su comprensión flexible del papel que Brown jugó en la cultura estadounidense como atleta, como estrella de cine y como una imagen de indomabilidad negra». Sin embargo, Megan Turner del New York Post y Michael Atkinson del Village Voice lo consideraron «excesivamente largo» y «más laudatorio que cualquier [episodio de] E! True Hollywood Story», respectivamente. Ese mismo año dirigió y produjo el segmento We Wuz Robbed para el proyecto fílmico Ten Minutes Older: The Trumpet, en el que participaron otros seis cineastas. Este cortometraje, en el que algunos miembros de la campaña presidencial de Al Gore exponen sus pensamientos sobre el supuesto fraude electoral en Florida a favor de George W. Bush en el año 2000, fue exhibido en el Festival de Cine de Nueva York de 2002. En 2003 se involucró como productor ejecutivo en la realización del telefilme Good Fences, dirigido por su colaborador habitual Ernest Dickerson.
En 2004 dirigió, coprodujo y coescribió She Hate Me, una comedia negra que no logró impresionar a la crítica especializada. Protagonizada por Anthony Mackie como un experto en biotecnología que tras perder su trabajo se dedica a embarazar a mujeres millonarias a cambio de una tarifa de diez mil dólares, recaudó cerca de un millón y medio de dólares y fue menospreciada por la crítica, especialmente por su «absurdo guion». Su siguiente proyecto fue el telefilme Sucker Free City, estrenado en el Festival de Cine de Toronto y emitido por la cadena Showtime en septiembre de 2004. El guionista Alex Tse escribió una historia sobre la interacción de tres jóvenes pertenecientes a diversas mafias en San Francisco como un piloto para una serie de televisión, pero la cadena decidió convertirla en un telefilme y escogió a Lee como director y a Ken Leung, Anthony Mackie y Ben Crowley como protagonistas. El crítico del San Francisco Chronicle Tim Goodman se refirió a Sucker Free City como «una visión totalmente original y real de la vida de las pandillas de San Francisco [...] tiene el tipo de visión "no hollywoodense" de los problemas urbanos que la hace orgullosamente pariente de The Wire de HBO, y realmente no hay mayor elogio que ese».

### 2005-2008:Inside Man, When the Levees BrokeyMiracle at St. Anna

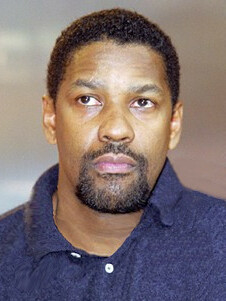
Denzel Washington, uno de los colaboradores habituales de Lee.

A comienzos de 2005 dirigió los dos primeros episodios de la serie de televisión producida por Nickeloden Miracle's Boys y participó en una nueva película de antología titulada All the Invisible Children con el segmento Jesus Children of America, en el que relata la historia de una madre drogadicta —interpretada por Rosie Perez— que lucha por sacar adelante a su hija, nacida con VIH. Luego de presentar su segmento en el Festival de Cine de Venecia de 2005, en octubre de ese mismo año inició el rodaje en un banco abandonado de Wall Street de un nuevo largometraje titulado Inside Man, para el que nuevamente contó con Denzel Washington como protagonista, acompañado de Clive Owen, Jodie Foster, Willem Dafoe y Christopher Plummer en los papeles principales. Desarrollada a partir de un guion escrito por Russell Gewirtz, la película se centra en un elaborado asalto bancario y en la lucha del detective Keith Frazier por salvar la vida de los rehenes.
Lee afirmó que decidió dirigirla luego de revisar el guion: «Tarde de perros, dirigida por Sidney Lumet, es una de mis películas favoritas, y esta historia es una versión contemporánea de ese tipo de filme». Distribuida por Universal Pictures y estrenada el 24 de marzo de 2006, Inside Man recaudó más de 184 millones de dólares en su paso por los cines y tuvo una recepción crítica positiva. David Ansen de la revista Newseek aseguró en su reseña: «Tan inesperado como algunos de sus giros argumentales es el hecho de que esta película de género haya sido dirigida por Spike Lee, quien nunca se vendió como el "señor entretenimiento"», mientras que J. R. Jones del Chicago Reader la definió como «un astuto thriller que revitaliza una premisa familiar dándole la vuelta». La labor del cineasta fue reconocida en los Premios Black Reel de 2007, en los que ganó en la categoría de mejor director.
En When the Levees Broke: A Requiem in Four Acts, documental de cuatro episodios estrenado en el Smoothie King Center de Nueva Orleans el 16 de agosto de 2006 y en la cadena HBO una semana después, Lee presentó el tema de la devastación generada por el fallo de los diques durante el paso del huracán Katrina por Nueva Orleans mediante videos, imágenes y entrevistas a residentes del sector que estuvieron presentes en la catástrofe. Reconocido como «su trabajo más potente en años» en la revista Slant y como «el más magnífico y extenso registro de una gran tragedia americana jamás filmado» en The New Yorker, el filme ganó tres premios Primetime Emmy, un Premio Peabody y un premio de la Federación Internacional de la Prensa Cinematográfica, y fue exhibido los festivales de cine de Venecia y Toronto.
El rodaje del documental empezó tres meses después del impacto del huracán en la ciudad, cuando Lee y su equipo de filmación realizaron el primero de ocho viajes al sitio. Allí entrevistó a políticos, historiadores, periodistas, ingenieros y residentes de varios sectores de Nueva Orleans y de localidades aledañas, quienes detallaron sus experiencias durante y después de la tragedia. El filme sugiere además que el desastre se pudo prevenir y hace énfasis en el deficiente trabajo del Cuerpo de Ingenieros del Ejército de los Estados Unidos al momento de construir los diques. En palabras del director: «Esta película muestra la lucha por Nueva Orleans centrándose en la profunda pérdida, así como en su espíritu indomable». El mismo año dirigió el episodio piloto de la serie de televisión Shark, invitado por Brian Grazer, productor de Inside Man.
Tras leer la novela bélica Miracle at St. Anna de James McBride por recomendación de su esposa Tonya,se puso en contacto con el autor y le propuso escribir el guion para adaptar su historia en un largometraje. Al recibir una respuesta positiva del escritor, se trasladó en octubre de 2007 con su equipo a la región de la Toscana en Italia para iniciar las labores de rodaje. Sobre la dificultad que le representó filmar Miracle at St. Anna, afirmó en una entrevista para la revista Film Independent: «Hice películas épicas antes —como Malcolm X—, pero esto estaba en una escala mayor. Nunca había hecho algo como esto pero tenía un gran consejero del ejército llamado Billy Budd, quien fue fundamental para reunir a los actores y encontrar la forma de rodarla». Ambientada en 1944 durante los últimos meses de la ocupación nazi en la Segunda Guerra Mundial, la película relata la historia de cuatro soldados estadounidenses que se refugian en una pequeña aldea toscana y crean un fuerte vínculo con la comunidad local. Contó con las actuaciones de Derek Luke, Michael Ealy y Laz Alonso y fue estrenada en el Festival Internacional de Cine de Toronto, ante críticas en su mayoría negativas y controversia en Italia por sus inexactitudes históricas. Miracle at St. Anna fue un fracaso de taquilla al recaudar solamente 9,3 millones de dólares en todo el mundo ante un presupuesto de 45 millones.

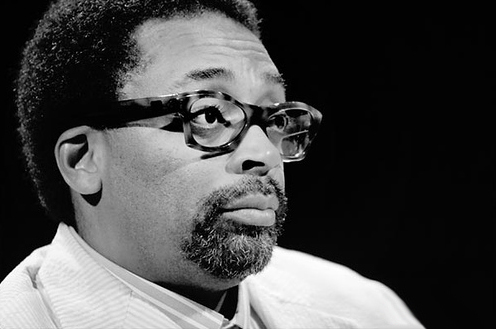
Lee en 2007.

Un grupo de antiguos combatientes antifascistas iniciaron una protesta frente a una proyección anticipada de la película en el municipio italiano de Stazzema, indignados por la versión de los hechos contada por Lee. Giovanni Cipollini, jefe adjunto de la Asociación Nacional de Partisanos de Italia, afirmó que la película era una «falsa reconstrucción» y una «parodia de la historia». El cineasta defendió su obra: «Las reacciones viscerales de los últimos días me hacen pensar que las profundas heridas que se abrieron en Italia durante la Segunda Guerra Mundial no han sanado [...] El único hecho en el que todos estamos de acuerdo es que 560 seres humanos fueron masacrados por los nazis [...] Más allá de eso, cualquiera puede tener su teoría y su punto de vista».
En julio de 2008 filmó las últimas tres presentaciones del musical Passing Strange en el Teatro Belasco de Nueva York y las recopiló en el filme Passing Strange: The Movie, estrenado el 16 de enero de 2009 en el Festival de Cine de Sundance. Se trata de la tercera obra teatral adaptada por Lee, después de Freak (1998) y A Huey P. Newton Story (2001). En su reseña para el portal MTV News, Laremy Fogel afirmó que el director usó «catorce cámaras a la vez para capturar la acción como nunca antes se había hecho [...] Las tomas íntimas fueron recopiladas en una magnífica alta definición en el transcurso de tres presentaciones y fueron unidas sin problema. Es un triunfo tanto tecnológico como artístico». Lee recibió una nominación en la categoría de mejor director en los Premios Black Reel de 2010 por su labor en la película.

### 2009-2013:Red Hook Summer,Bad 25yOldboy

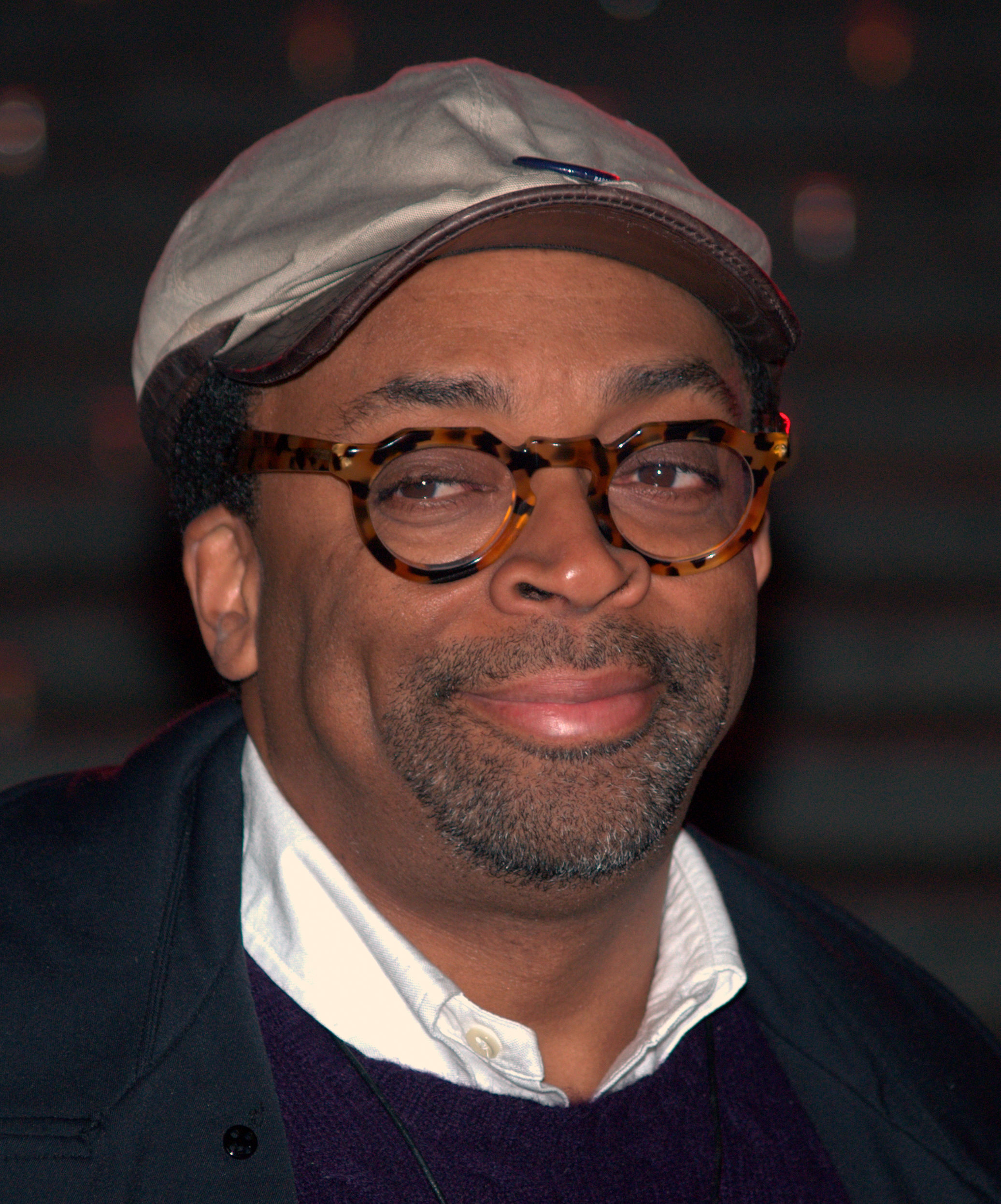
Lee en el Festival de Cine de Tribeca de 2009.

En 2009 dirigió el documental Kobe Doin' Work sobre un día en la vida del baloncestista profesional Kobe Bryant. Para su realización, grabó los acontecimientos más importantes del antes, el durante y el después de un juego de Los Angeles Lakers contra San Antonio Spurs de la temporada 2007-08 de la NBA y los recopiló en un telefilme de ochenta y tres minutos que vio su estreno en la cadena ESPN en mayo. Jason Kempin de The Hollywoord Reporter describió la obra como un documental que «lleva a los espectadores a la cancha junto a Bryant durante aproximadamente sesenta de sus ochenta y tres minutos, gracias a las treinta cámaras que captan cada uno de sus driblajes, pases y clavados, mientras un micrófono corporal inalámbrico registra su juego verbal».
Su documental If God Is Willing and da Creek Don't Rise de 2010, continuación de When the Levees Broke, explora los años posteriores a la tragedia de Nueva Orleans y su efecto en los hombres y mujeres que se ganan la vida a lo largo de las costas del golfo de México. El filme recibió un Premio Peabody el mismo año de su estreno y fue reconocido en la página oficial del evento: «Mientras When the Levees Broke de Spike Lee fue la reconstrucción fílmica más significativa de los eventos que rodearon al huracán Katrina, su continuación, If God Is Willing and Da Creek Don't Rise amplía su alcance». Luego de producir el filme Saint John of Las Vegas de Hue Rhodes en 2010, un año después ofició como productor ejecutivo del largometraje Pariah (2011), dirigido por Dee Rees, una de sus alumnas en la Universidad de Nueva York.
En 2012 dirigió y produjo Red Hook Summer, sexta entrega de la saga Crónicas de Brooklyn antecedida por los filmes She's Gotta Have It, Do the Right Thing, Crooklyn, Clockers y He Got Game. Roger Ebert afirmó en su reseña que la película «fue hecha en tres semanas con un pequeño presupuesto, estilo "guerrilla", al igual que She's Gotta Have It». Lee registró una breve aparición interpretando el papel de Mookie, uno de los personajes principales en Do the Right Thing de 1989; no actuaba en una de sus películas desde Summer of Sam (1999). Este relato de un joven de Atlanta que viaja hasta Brooklyn para pasar el verano con un abuelo que no conocía tuvo una recepción crítica mixta y cuenta con una aprobación del 58 % en Rotten Tomatoes, cuyo consenso la describe como «audaz y enérgica como la mejor obra de Spike Lee, pero con una historia socavada por un giro de la trama en el acto final». Por su parte, Drew Hunt de Chicago Reader criticó su labor: «Las típicas declaraciones paradójicas de Lee sobre la raza y la religión enturbian la narración, y sus viejos trucos estilísticos —esquemas de colores saturados, personajes que se dirigen a la cámara— no están precisamente inspirados».
El mismo año dirigió y coprodujo Bad 25, su primer documental sobre la carrera de Michael Jackson. Estrenado en el Festival Internacional de Cine de Venecia el 31 de agosto de 2012, el filme hace énfasis en el álbum Bad (1987) al presentar escenas de las sesiones de grabación y entrevistas a músicos y allegados al artista como Stevie Wonder, Martin Scorsese, Mariah Carey, Justin Bieber y Sheryl Crow. Según Alan Scherstuhl del diario The Village Voice, Lee produjo el primer homenaje a la altura del legado de Michael Jackson, y para Michelle Alexandria de la página Eclipse es «una hermosa muestra de un influyente artista en su mejor momento creativo». En contraste, Lou Lumenick del New York Post acusó al director de participar en «una campaña póstuma para pulir la empañada reputación de Michael Jackson» y se refirió al documental como un «infomercial encargado por Sony y el estate de Jackson para promocionar el vigesimoquinto aniversario de su álbum Bad».

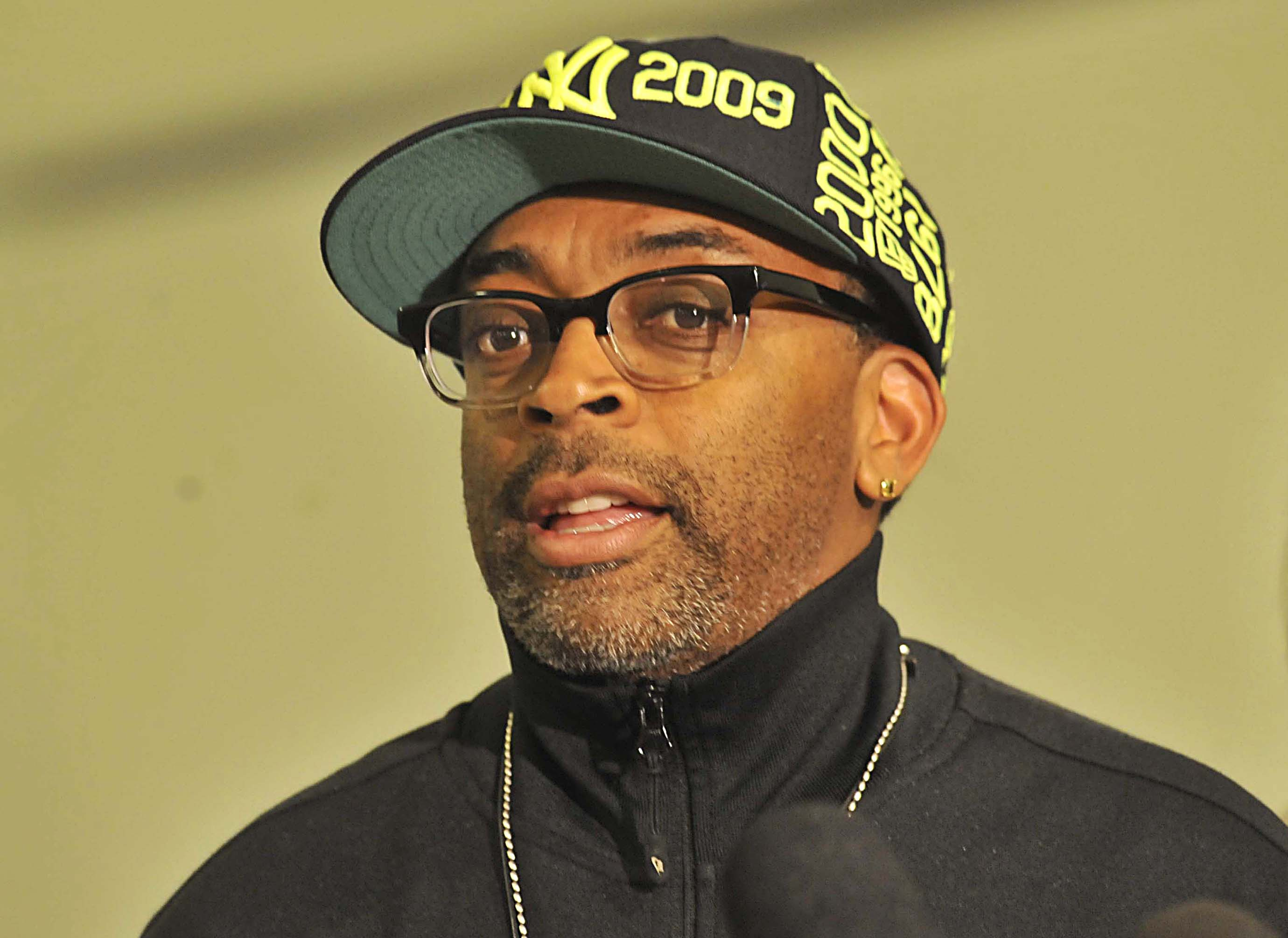
Lee en 2012, en Brasilia, tras una reunión con Dilma Rousseff.

Su siguiente proyecto fue Oldboy (2013), una adaptación de la película surcoreana del mismo nombre protagonizada por Josh Brolin, Sharlto Copley, Samuel L. Jackson y Elizabeth Olsen. La versión inicial del director sufrió una fuerte edición en la que se removió aproximadamente una hora de metraje, lo que causó el descontento del propio cineasta y de Brolin, quien expresó en una entrevista con Los Angeles Times que prefería la versión original de Lee a que se exhibió finalmente en los cines. Estrenada en noviembre de 2013, se convirtió en un fracaso de taquilla al recaudar cerca de cinco millones dólares contra un presupuesto de más de treinta millones, y tuvo una pobre recepción crítica. El consenso de Rotten Tomatoes —donde tiene una aprobación del 39 %— afirma que, aunque es «adecuadamente sombría y sangrienta», esta adaptación también es «decepcionantemente segura y superficial» y «no supera a la original ni añade nada nuevo a su impresionante legado».
A mediados de 2013, filmó una de las actuaciones de Mike Tyson en Nueva York en el marco de su monólogo Undisputed Truth a petición la cadena HBO y la adaptó en el telefilme Mike Tyson: Undisputed Truth. El filme, en el que el boxeador relata historias sobre su problemática juventud, su ascenso a la fama como deportista y su experiencia en prisión, cuenta con una aprobación del 66 % en Rotten Tomatoes. Noel Murray del portal The Dissolve elogió su trabajo al afirmar que su arte «es difícil de ignorar en Undisputed Truth [...] Aunque no es el confesionario inquebrantable que pretende ser, es similar a otras piezas teatrales adaptadas por Lee al centrarse principalmente en la asimilación y en cómo un hombre que afirma haber crecido en medio de una "manada de lobos salvajes" navegó en un mundo donde tanto los blancos como los negros depositaron en él demasiadas expectativas».

### 2014-2017:Da Sweet Blood of Jesus,Chi-Raqy serie para Netflix
Da Sweet Blood of Jesus, película de terror protagonizada por Rami Malek, Stephen Tyrone Williams y Zaraah Abrahams y basada en el filme de 1974 Ganja & Hess, se convirtió en la primera producción del cineasta financiada a través de la plataforma de microdonaciones Kickstarter. Fue estrenada el 22 de junio de 2014 en el Festival Estadounidense de Cine Negro y llegó a las salas de cine en febrero de 2015. Lee le manifestó ante la revista Billboard que utilizó esta opción de financiación porque «quería realizar esta película pero sabía que ningún estudio iba a hacerla [...] no quería pasarme un año tocando puertas». Recurrió además a las redes sociales en busca de músicos aficionados que donaran sus canciones para la banda sonora, algo que ningún cineasta había hecho anteriormente, según Joe Lynch de Billboard. Revisó alrededor de ochocientas composiciones en una semana y escogió doce temas de artistas desconocidos, con excepción de «As We May Dream» de la cantante Siedah Garrett, reconocida por su colaboración con Madonna, Donna Summer y Michael Jackson.
También en 2014 se involucró en la producción ejecutiva del filme colomboestadounidense Manos sucias, dirigido por el cineasta Josef Kubota Wladyka —otro alumno de Lee en la Universidad de Nueva York—- tras viajar al pacífico colombiano y comprobar los problemas de violencia a los que se enfrentan sus comunidades. El mismo año dirigió dos especiales de stand up para televisión: Priceless: Afterlife y Love at the Store de los comediantes Katt Williams y Jerrod Carmichael, respectivamente.
En 2015 recibió un Óscar Honorífico de la Academia de Artes y Ciencias Cinematográficas por sus contribuciones al cine y produjo ejecutivamente los filmes Cronies de Michael Larnell y The Girl Is in Trouble de Julius Onah. Ese mismo año estrenó una nueva película como director y productor titulada Chi-Raq, basada en la comedia griega Lisístrata de Aristófanes y producida por Amazon Studios. Ambientada en Chicago y protagonizada por Nick Cannon, Wesley Snipes y Teyonah Parris, incorpora la historia de Lisístrata en el marco de la violencia entre pandillas prevalente en el distrito de South Side. Nuevamente el estreno de una de sus obras generó polémica, en este caso por el uso del término Chi-Raq —un acrónimo entre Chicago e Irak utilizado despectivamente para comparar a la ciudad estadounidense con una zona de guerra por sus altos índices de criminalidad—. El entonces alcalde Rahm Emanuel y otros residentes de Chicago le solicitaron al director que cambiara el nombre del filme, pero Lee se negó a hacerlo y se refirió al mandatario en términos despectivos durante una entrevista con Chicago Magazine.
La película recibió en general buenas críticias y fue reconocida en el consenso de Rotten Tomatoes como «uno de los trabajos más inteligentes, afilados y entretenidos de la obra más reciente de Spike Lee». En su reseña para The Ringer, Adam Nayman aseguró que «todo en Chi-Raq exuda exuberancia: el movimiento de la cámara, la coreografía estilo West Side Story de las dos facciones rivales y el deleite que muestran los actores al irrumpir en sus diálogos». Nigel Andrews del diario Financial Times la calificó como «un desastre que genera una impresión [...] tiene la fuerza de la inevitabilidad del arte actual. Si no existiera, alguien tenía que inventarla».
Michael Jackson's Journey from Motown to Off the Wall, un nuevo documental del cineasta sobre el músico de pop estrenado el 24 de enero de 2016 en el Festival de Cine de Sundance, hace énfasis en los inicios del artista como miembro del grupo The Jackson 5 hasta el proceso de grabación de su álbum de estudio como solista Off the Wall (1979). El mismo año dirigió el documental 2 Fists Up para la cadena ESPN, en el que presentó imágenes las marchas contra el racismo en el campus de la Universidad de Misuri en noviembre de 2015, con especial énfasis en las mujeres que idearon la jornada de manifestaciones.
Tras dirigir y coproducir en 2017 la película Rodney King con Roger Guenveur Smith en el papel del taxista afroamericano agredido brutalmente por agentes de policía en Los Ángeles en 1991, creó y dirigió por recomendación de su esposa la serie web She's Gotta Have It para la plataforma Netflix, una producción basada en su ópera prima de 1986. DeWanda Wise y Anthony Ramos se encargaron de los papeles principales de Nola Darling y Mars Blackmon, personajes interpretados en el filme de 1986 por Tracy Camilla Johns y el propio Spike Lee, respectivamente. El seriado se extendió por dos temporadas con un total de 19 episodios y recibió en general críticas positivas antes de ser cancelado en julio de 2019.

### 2018:Pass Over,BlacKkKlansmany primer Óscar en competencia
En 2018 adaptó la obra Pass Over de la dramaturga Antoinette Nwandu tras filmar una de sus presentaciones en el Teatro Steppenwolf de Chicago de finales de 2017. La película, una adaptación moderna de la obra Esperando a Godot de Samuel Beckett, fue estrenada en el Festival de Cine de Sundance e incluida en el catálogo de Amazon Prime el 20 de abril de 2018. Nick Allen, del portal RogerEbert.com, la describió como «una mezcla brillante entre lo teatral y lo cinematográfico», y Glenn Kenny del New York Times aseguró que se trata de «una película soberbia que tiene a un director trabajando en lo más alto de sus capacidades».

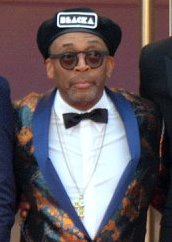
Lee en el Festival de Cannes de 2018, en el estreno de BlacKkKlansman.

Inspirados en el libro Black Klansman de Ron Stallworth —un policía afroestadounidense que logró infiltrarse en las filas del Ku Klux Klan a finales de la década de 1970 en Colorado Springs—, los productores Charlie Wachtel y David Rabinowitz desarrollaron un guion y se pusieron en contacto con Jordan Peele para producir un largometraje con la historia real de Stallworth como referencia. Lee fue confirmado como director y coproductor en septiembre de 2017 y un mes después se anunció la inclusión en el reparto de los actores John David Washington, Adam Driver, Laura Harrier y Topher Grace. El proceso de filmación de BlacKkKlansman inició en octubre de 2017 en la localidad de Ossining, Nueva York, con un presupuesto de quince millones de dólares.
Estrenada el 14 de mayo de 2018 en el Festival de Cannes —donde obtuvo el Gran Premio del Jurado— y el 10 de agosto en los cines estadounidenses, la película recaudó más de 93 millones de dólares y le valió a Lee su primera nominación como mejor director en los Premios Óscar, además de hacer parte de las candidatas a mejor película, mejor actor de reparto, mejor montaje y mejor banda sonora original. En la misma ceremonia, Lee obtuvo su primer Óscar en competencia al ganar en la categoría de mejor guion adaptado. Las Asociaciones de Críticos de Cine de San Francisco y San Luis le otorgaron el galardón como mejor director en sus ceremonias de 2018 por su labor en el largometraje.
Para la crítica en general, BlacKkKlansman se convirtió en el regreso a la forma de Spike Lee luego de un periodo en el que sus obras no tuvieron un impacto muy significativo. Rotten Tomatoes —donde cuenta con una aprobación del 96 %— la describió como una película que «utiliza la historia para ofrecer comentarios mordazmente incisivos sobre los acontecimientos actuales, y reluce como uno de los trabajos más impactantes de Spike Lee en décadas». Jake Wilson del periódico australiano The Age aplaudió la labor del director al afirmar que «no queda nadie en Hollywood que haga melodramas políticos tan amplios, arrolladores y vívidos», e incluyó a BlacKkKlansman en su lista de las mejores cinco películas de 2018. Para el crítico Chris Stuckmann se trata de «la mejor película de Spike Lee en años» y según Peter Debruge de Variety es «una convincente historia de empoderamiento negro como un comentario electrizante sobre los problemas de representación de los afroestadounidenses durante más de un siglo de cine». Lee afirmó en una entrevista con Forbes acerca de la repercusión del filme: «Para mí, una de las bendiciones del éxito de crítica y taquilla de BlacKkKlansman ha sido que hay personas que vuelven a ver películas mías que descartaron o que ni siquiera habían visto. Ha sido una buena sensación». La película finaliza con un homenaje a la activista Heather Heyer, asesinada el 12 de agosto de 2017 durante la manifestación Unite the Right en Charlottesville.

### 2019-2022:Da 5 BloodsyAmerican Utopia
See You Yesterday, largometraje de ciencia ficción sobre viajes en el tiempo producido por Lee y dirigido por Stefon Bristol, ingresó en el catálogo de Netflix el 17 de mayo de 2019. Basado en un cortometraje universitario del mismo nombre (2017) y protagonizado por Eden Duncan-Smith, Dante Crichlow y Michael J. Fox, tiene una aprobación del 95 % en Rotten Tomatoes. Según Maya Phillips de The New Yorker: «Aunque la película se enfrenta a algunos de los problemas habituales de las tramas de viajes en el tiempo y cuenta con algunos efectos especiales al estilo de los años 1980, lo que ofrece en términos de diversidad y mensaje es un tesoro». Bristol, alumno de Lee en la Universidad de Nueva York, confesó en una entrevista con el sitio IndieWire que al director no le gustó su cortometraje de 2017 por considerarlo poco original, pero aseguró que estas críticas lo llevaron a desarrollar una mejor historia que logró llamar la atención de Lee, quien finalmente decidió producir el largometraje.
En febrero de 2019 se anunció que Netflix distribuiría una nueva película del cineasta basada en un guion escrito por Danny Bilson y Paul De Meo titulado The Last Tour. Lee se encargó de ajustarlo junto con el director Kevin Willmott para darle una perspectiva afroestadounidense y convertirlo en el largometraje bélico Da 5 Bloods, con la participación de Delroy Lindo, Jonathan Majors, Clarke Peters, Norm Lewis, Isiah Whitlock Jr., Jean Reno y Chadwick Boseman en los papeles principales. El filme, que relata la historia de cuatro veteranos de Vietnam que regresan al país asiático a rescatar el cuerpo de uno de sus compañeros caídos en combate y a buscar una caja llena de lingotes de oro perdida como compensación por sus años de servicio al ejército de su país, inició su proceso de filmación en marzo de 2019 en las ciudades de Ho Chi Minh, Chiang Mai y Bangkok.
Inicialmente se planeó un estreno en el Festival de Cannes de 2020 y en algunas salas de cine estadounidenses en mayo previo a su llegada a Netflix, pero estos planes debieron cancelarse debido al surgimiento de la pandemia del COVID-19 y Da 5 Bloods terminó estrenándose únicamente en la plataforma a nivel internacional el 12 de junio de 2020. En Rotten Tomatoes tiene un índice de aprobación del 91 % y es definida como «una de las películas más urgentes e impactantes de Spike Lee». David Rooney de The Hollywood Reporter aseguró que la cinta «no pierde ni un segundo antes de zambullirse en su verdadero tema: las promesas rotas hechas a los afroestadounidenses». En una reseña similar, Richard Roeper del Chicago Sun-Times le dio su máxima calificación y afirmó que «la película, el guion y Lee merecen nominaciones, al igual que la exuberante y pujante banda sonora de Terence Blanchard, colaborador habitual del director». En una opinión más mesurada, Mark Kermode de The Guardian aplaudió su aspecto político y cómico así como la actuación de Lindo, pero describió negativamente sus «cambios de tono» y el hecho de que Lee no pudiera mantener el ritmo durante todo el filme. Al recordar una serie de proyecciones de prueba realizadas en nueva York a las que asisitieron algunos veteranos de Vietnam, Lee afirmó en una entrevista con IndieWire: «Un veterano negro de Vietnam que vio la película me preguntó: "Spike, ¿por qué carajo tardaste tanto?" [...] A los veteranos morenos y negros les encantó la película, y esa es mi validación. Pusieron sus vidas en juego por el rojo, el blanco y el azul, sabiendo también que sus hermanos y hermanas estaban luchando otra guerra en los Estados Unidos de América».
Tras desempeñarse como productor ejecutivo del filme de Barry Alexander Brown Son of the South y ser anunciado como presidente del jurado de la septuagésima tercera edición del Festival de Cannes, en mayo de 2020 dirigió y produjo New York, New York, un cortometraje de tres y minutos y medio de duración que presenta imágenes de sitios emblemáticos de Nueva York como Broadway, Wall Street, la Estatua de la Libertad y Times Square desolados durante la cuarentena, como homenaje al personal médico de la ciudad y con la canción del mismo nombre de Frank Sinatra a modo de banda sonora. Al respecto, el cineasta afirmó en una entrevista con CNN: «Duele cuando no ves a nadie en las calles [...] Pero, ¿sabes qué? No querría estar en ningún otro sitio más que aquí, en el epicentro». Inspirado en las protestas por la muerte de George Floyd que iniciaron en los Estados Unidos en mayo, estrenó un nuevo cortometraje titulado 3 Brothers, en el que hace un paralelo entre el asesinato del personaje Radio Raheem a manos de un policía blanco en su película de 1989 Do the Right Thing y las muertes de Eric Garner (ocurrida el 17 de julio de 2014) y Floyd (registrada el 25 de mayo de 2020). Durante la presentación del corto en el programa de Don Lemon para CNN, el cineasta se refirió a la jornada de protestas:

«Esto no es nuevo, lo vimos con los disturbios de los años 1960 tras el asesinato del doctor King, cada vez que algo ocurre y no obtenemos nuestra justicia, la gente reacciona como lo hace para ser escuchada. Vemos esto una y otra vez [...] Este país está construido sobre el asesinato de personas negras».

En junio de 2020 HBO anunció la distribución de una nueva película de su dirección titulada American Utopia, una versión filmada a finales de 2019 del musical de Broadway del mismo nombre del artista escocés David Byrne. La cinta tuvo su estreno mundial en el Festival Internacional de Cine de Toronto el 10 de septiembre de 2020 y fue exhibida el 3 de octubre en el Festival de Cine de Nueva York y el 14 de octubre en el Festival de Cine de Londres. Descrita como «una película de concierto que se convierte en una alegre celebración catártica» en el consenso de Rotten Tomatoes —donde tiene un 98 % de aprobación—, fue reconocida por el crítico Brian Tallerico como «una alegre expresión de arte, empatía y compasión [...] Es la intersección de dos artistas —Spike Lee y David Byrne— que han estado cuestionando cómo nos conectamos a través del arte durante décadas» y por Beth Webb de Empire como «una selección de canciones sin igual a modo de testamento a la esperanza».

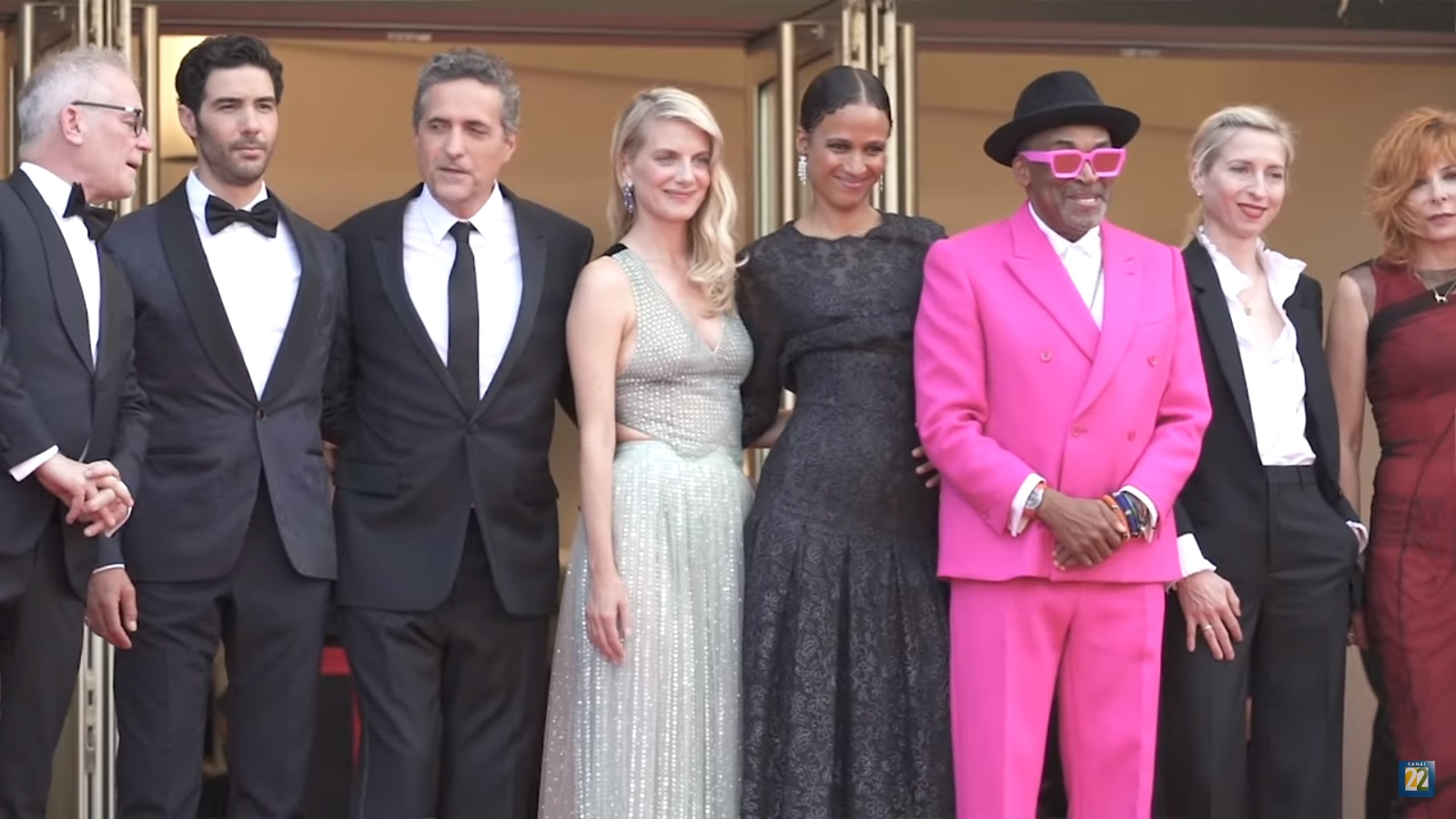
Lee con los demás integrantes del jurado en el Festival de Cannes de 2021.

El 16 de marzo de 2021, la cuenta de Twitter oficial del Festival de Cannes anunció a Spike Lee como el presidente del jurado de la selección oficial del evento, realizado entre el 6 y el 17 de julio. Aunque el cineasta había sido elegido para presidir el jurado en la edición de 2020, el festival no pudo ser realizado en esa oportunidad a consecuencia de la pandemia. Lee publicó en marzo de 2021 en su cuenta de Instagram que se encontraba en la etapa de producción de un nuevo documental para HBO titulado NYC Epicenters 9/11 - 2021 1/2, enfocado en el vigésimo aniversario de los atentados del 11 de septiembre y en cómo la ciudad de Nueva York logró recuperarse de esta tragedia y de haber sido el epicentro de la pandemia de COVID-19. Descrito como «un amplio retrato sin precedentes de los neoyorquinos en su proceso de reconstrucción y recuperación tras el devastador ataque terrorista y la actual pandemia mundial» en la página oficial de la cadena, el documental de cuatro episodios contó con testimonios de periodistas, políticos, rescatistas, médicos, ingenieros y actores involucrados en dichos eventos. Según Deadline, Lee decidió retirar cerca de treinta minutos de metraje al último capítulo, que contenía testimonios sobre teorías conspirativas acerca del derrumbe del World Trade Center. El director tomó esta decisión debido a la polémica que desataron sus declaraciones para The Times, en las que dejó entrever que la caída de las torres se debió a una demolición programada y no al impacto de los aviones.
Para celebrar los cincuenta años de la marca Nike, en junio de 2022 Lee dirigió y protagonizó como Mars Blackmon el cortometraje de cuatro minutos Nike: Seen It All, en el que rindió homenaje a figuras del deporte de las últimas cinco décadas como Kobe Bryant, Michael Jordan, Andre Agassi, Cristiano Ronaldo, Alex Morgan, Steve Prefontaine, Serena Williams, Tiger Woods y LeBron James. La joven actriz Indigo Hubbard-Salk, miembro del reparto de la serie She's Gotta Have It, coprotagonizó el corto en el papel de Zimmie.

### Proyectos en desarrollo
En noviembre de 2019 Lee cerró un trato con la compañía Legendary Entertainment para dirigir y reescribir el guion de un nuevo largometraje titulado Prince of Cats, adaptación de una novela gráfica del mismo nombre escrita e ilustrada por Ronald Wimberly. La revista The Hollywood Reporter describió el proyecto como «una versión hip-hop de los años 1980 de Romeo y Julieta de Shakespeare, con la trágica historia de amor vista a través de los ojos de Teobaldo».
El 17 de noviembre de 2020, el portal Deadline anunció que el director se encontraba desarrollando un musical cinematográfico con la productora canadiense Entertainment One sobre el viagra, fármaco utilizado para combatir la disfunción eréctil. Según el sitio, el actor y dramaturgo británico Kwame Kwei-Armah será el encargado de escribir el guion con base en el artículo de David Kushner All Rise: The Untold Story of The Guys Who Launched Viagra, y las canciones serán compuestas por Mark Stewart y Heidi Rodewald. En una entrevista con W Magazine en marzo de 2023, el cineasta confirmó que el musical llevará por título Boner.
El mismo mes, la revista Variety anunció que Lee se encontraba en negociaciones para dirigir un nuevo filme para Westbrook Studios y Amazon titulado Da Understudy, con Jonathan Majors como protagonista. Según el medio, el proyecto contará la historia de «un suplente de una producción de Broadway que encuentra un papel por el que está dispuesto a matar».
En febrero de 2024 se anunció la selección de Lee como director y productor ejecutivo del filme Highest 2 Lowest, inspirado en la película Tengoku to jigoku (1963) del cineasta Akira Kurosawa. La cinta marcará la quinta colaboración de Lee con Denzel Washington y será estrenada a principios del verano de 2025.

## Filmografía
Largometrajes como director
- She's Gotta Have It (1986)
- School Daze (1988)
- Do the Right Thing (1989)
- Mo' Better Blues (1990)
- Jungle Fever (1991)
- Malcolm X (1992)
- Crooklyn (1994)
- Clockers (1995)
- Girl 6 (1996)
- Get on the Bus (1996)
- He Got Game (1998)
- Summer of Sam (1999)
- Bamboozled (2000)
- 25th Hour (2002)
- She Hate Me (2004)
- Inside Man (2006)
- Miracle at St. Anna (2008)
- Red Hook Summer (2012)
- Oldboy (2013)
- Da Sweet Blood of Jesus (2014)
- Chi-Raq (2015)
- BlacKkKlansman (2018)
- Da 5 Bloods (2020)
- American Utopia (2020)
- Highest 2 Lowest (2025)

## Otros proyectos

### Comerciales y videoclips

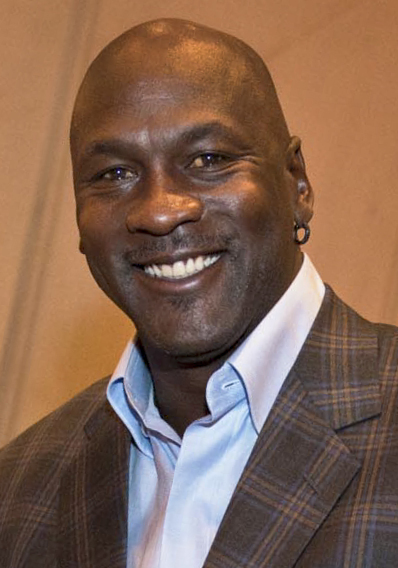
El baloncestista Michael Jordan colaboró con Lee a finales de la década de 1980, en una campaña publicitaria para la marca Air Jordan de Nike.

A través del área de mercadeo de su empresa 40 Acres & A Mule Filmworks, Lee ha dirigido comerciales para marcas como Converse, Jaguar, Taco Bell y Ben & Jerry's. Jim Riswold y Bill Davenport, ejecutivos de marketing de Nike, le ofrecieron la dirección de algunos comerciales para la compañía en 1988. Luego de ver She's Gotta Have It de 1986, decidieron que Mars Blackmon —personaje ficticio interpretado por el propio Lee en el filme— apareciera junto al baloncestista Michael Jordan en una campaña de marketing para la línea de calzado Air Jordan. Para Jeff Eisenberg del portal Yahoo! Sports, la campaña —emitida hasta 1991— se encargó de «impulsar la imagen de Jordan y persuadir a Nike para que intentara conceptos similares en el futuro».
En 1990, Levi's lo contrató para dirigir una serie de anuncios de televisión para sus pantalones 501 Button-Fly. La compañía dispuso una línea telefónica para que sus clientes contaran sus experiencias al usar la prenda, con la posibilidad de aparecer junto a Lee en uno de los comerciales que se emitirían en la programación del canal MTV, durante el programa de Arsenio Hall o en la franja comercial del seriado Beverly Hills, 90210. Una vez escogidos los finalistas, el director viajó a diversos lugares de los Estados Unidos para grabar los respectivos anuncios con los ganadores.
Ha dirigido mediante su compañía una variedad de videoclips en diversos géneros como el rock, el rap, el hip-hop y el R&B. Entre ellos destacan «No One in the World» de Anita Baker (1987), «Fight the Power» de Public Enemy (1989), «Sunless Saturday» de Fishbone (1991), «Money Don't Matter 2 Night» de Prince and the New Power Generation (1992), «Cose della vita» de Eros Ramazzotti (1993), «They Don't Care About Us» de Michael Jackson (1996), «Headlights» de Eminem (2014) y «Land of the Free» de The Killers (2019), entre otros.

### Docencia y literatura
En 1991 impartió un curso en la Universidad de Harvard sobre realización cinematográfica y dos años después se convirtió en profesor de cine de la Escuela de las Artes Tisch, una dependencia de la Universidad de Nueva York. En 2002 fue nombrado director artístico de dicha escuela. Algunos de sus estudiantes en la institución han logrado dirigir largometrajes con relevancia crítica y comercial como Dee Rees (con Pariah), Michael Larnell (con Cronies), Stefon Bristol (con See You Yesterday), Paul Dalio (con Touched with Fire) y Josef Kubota Wladyka (con Manos sucias).
Ha colaborado también en la redacción de varios libros sobre su trayectoria en el cine. En Five for Five —obra literaria de 1991 que incluye ensayos de varios escritores afroamericanos—, aportó una introducción donde cuenta su experiencia al realizar sus primeras cinco películas, y en Best Seat in the House (1997) relata junto con el autor Ralph Wiley anécdotas relacionadas con su afición por el baloncesto. En 2005 publicó el libro biográfico That's My Story and I'm Sticking To It con Kaleem Aftab, el cual recoge la historia de su vida, desde sus primeros años hasta las etapas iniciales de producción del documental When the Levees Broke: A Requiem in Four Acts. Junto con su esposa Tonya escribió los libros infantiles Please Baby Please, Please Puppy Please y Giant Steps to Change the World.

## Características como cineasta
El director suele referirse a sus películas como «Spike Lee Joints». Aunque nunca ha dejado claro el significado literal del término «Joint» con el que identifica sus obras cinematográficas, en una entrevista con la revista The Atlantic aseguró que se trata de «todos los ingredientes que pongo en una película, cualquiera que sea su tema. Ya sea un documental o una película narrativa. El tejido conectivo viene a través de mí, pero todas las historias que siento son diferentes». Padraig Cotter del portal Screen Rant define esta práctica como «una forma de poner su sello personal en un proyecto y asegurarse de que, aunque los sujetos sean diferentes, la voz detrás de ellos es la misma, incluso las temáticas y el trabajo de cámara». Para su largometraje de 2013 Oldboy, decidió utilizar el tradicional «A Spike Lee Film» como forma de expresar su descontento con los fuertes recortes que sufrió la versión final.
Sus películas destacan por contener elementos estilísticos únicos, incluyendo el uso de la herramienta dolly para captar a los personajes «flotando» a través de su entorno. En el portal MasterClass es reconocido como el inventor de una variación de dicha técnica conocida como «doble dolly», en la que el operador de cámara se ubica sobre el dolly y el actor es colocado directamente frente a la cámara, ya sea en la misma plataforma o en un dolly separado. Cuando la cámara y el actor se mueven al mismo tiempo por el escenario, se crea un efecto visual en el que el personaje central inmóvil flota por el espacio mientras el fondo se desliza. Esta técnica puede apreciarse claramente en Mo' Better Blues cuando el personaje de Giant tiene una interacción con un corredor de apuestas; en Malcolm X en la escena en que el personaje principal enfrenta su inminente asesinato y en BlacKkKlansman cuando Ron Stallworth y Patrice se deslizan por un pasillo luego de atender la puerta. Otros filmes de Lee en los que se incorpora esta técnica son Jungle Fever, Crooklyn, He Got Game, Summer of Sam, Bamboozled y 25th Hour.
Mekado Murphy describió en su artículo para The New York Times otras dos técnicas visuales distintivas en su obra: los rostros en la multitud y la compresión de cuadro. La primera —visible en la escena del discurso del activista Kwame Ture en BlacKkklansman— consiste en resaltar los rostros en una multitud con un fondo de preferencia oscuro para acentuar sus expresiones. A medida que la escena avanza, el resto de la multitud parece desvanecerse y la cámara se enfoca en dos o tres rostros que llenan el cuadro. Lee confirmó que la parte principal de la escena se rodó de manera tradicional, y para filmar los rostros debió instalar una cámara adicional en un vestuario lateral. El rodaje de ambos aspectos de la escena simultáneamente fue complejo porque los mismos extras aparecieron tanto en las tomas amplias de la multitud como en los retratos. «La continuidad en esa escena fue una locura porque debíamos sacar a la gente de sus asientos para filmarlos en la otra sala», manifestó el director.
Utilizó la compresión de cuadro en Crooklyn (1994), filme en el que relata la historia de Troy y su extraña experiencia cuando es enviada a Virginia con sus familiares. Escogió representar este sentimiento utilizando lentes anamórficas en una relación de aspecto común, lo que creó un cuadro comprimido que alargó las tomas. Según Lee, este efecto causó confusión durante las primeras proyecciones: «Cuando salió esa película, la gente golpeaba la ventana del proyeccionista y gritaba: "¡Oye! ¿Qué le pasa a la pantalla?" Al final, Universal tuvo que poner carteles explicándolo [el efecto]».
En algunas ocasiones, los personajes en sus películas hablan directamente a la audiencia. En 25th Hour, el personaje interpretado por Edward Norton habla consigo mismo ante un espejo y parece dirigirse a la audiencia cuando la cámara lo enfoca. Para el director, esta técnica debe usarse con cuidado, escogiendo el momento correcto para utilizarla sin abusar de ella. Sobre los ángulos de cámara, afirmó: «Si quieres demostrar que alguien es débil, lo tomas desde arriba, y si quieres mostrar que alguien es poderoso y controlador, lo tomas desde abajo». Otro recurso utilizado por el cineasta es el plano holandés durante los momentos de tensión; este efecto se puede apreciar en la escena donde Radio Raheem, Buggin' Out y Smiley enfrentan a Salvatore en su pizzería en Do the Right Thing. Según Hannah Payne del portal Filmschool Rejects:

«Spike Lee utiliza esta asociación emocional y expresionista con los planos holandeses y su historia para aumentar el impacto de las emociones y temas del mundo real en sus estilizadas películas [...] Es estratégico en el uso del poder emocional de la técnica para llevar su punto de vista a la audiencia, especialmente en una película tan política como Do the Right Thing. El filme reivindica el derecho a esta técnica y al poder político de la emoción para desestabilizar a las audiencias a nivel visual y derribar los sistemas opresivos a nivel político».

### Temáticas
| «Nunca he sido fanático de John Wayne o de John Ford ni de las estúpidas películas de vaqueros [...] Los nativos americanos son representados como salvajes y como animales».—Spike Lee acerca de la industria cinematográfica de Hollywood. |

El racismo es una temática común en las películas de Spike Lee desde sus comienzos. Do the Right Thing presenta el conflicto racial entre la comunidad negra e italoestadounidense, con la participación secundaria de otras comunidades como la surcoreana y la puertorriqueña en el marco de una oleada de calor en Brooklyn. En Bamboozled —considerada como una obra maestra sobre el racismo en los Estados Unidos por Kaleem Aftab de la BBC—, el cineasta se refiere de una forma satírica al cine y a la televisión de los Estados Unidos, los cuales considera en su mayoría racistas. La película finaliza con una secuencia de imágenes que muestra el uso de tropos negros y racistas a lo largo de la historia del entretenimiento audiovisual estadounidense, definidas por el propio director como una de las razones por las que el filme no fue bien recibido al momento de su estreno. En un evento organizado por la BAFTA, Lee expresó su disgusto con la industria cinematográfica de Hollywood: «Nunca he sido fanático de John Wayne o de John Ford ni de las estúpidas películas de vaqueros [...] Los nativos americanos son representados como salvajes y como animales».
El empoderamiento de la mujer y su papel en la sociedad ha sido una constante en su filmografía, lo que ha generado reacciones críticas dispares. Nola Darling, el personaje central de su largometraje debut She's Gotta Have It y de la serie de televisión del mismo nombre, es una joven artista afroamericana que sostiene una relación sentimental en paralelo con tres hombres totalmente diferentes que son conscientes de la situación. Lucía Ros del portal Espinof asegura en su reseña que la película «lanza un poderosísimo mensaje feminista sobre la liberación sexual de la mujer» y afirma que el personaje de Nola Darling «tenía la convicción de que nadie —mucho menos una pareja— podía decidir sobre su vida, excepto ella». En Chi-Raq (2015), el personaje principal de Lisístrata logra convencer a las esposas y amantes de los principales líderes de las pandillas de Chicago de obligarlos a firmar un cese al fuego a cambio de seguir disfrutando de sus favores sexuales. Jennifer Williams del magazín feminista Ms. aseguró en su reseña de Chi-Raq que Lee tiene una «capacidad casi extraña de fracasar en las representaciones de mujeres poderosas», y mencionó otras películas como Girl 6, She's Gotta Have It y She Hate Me como claros ejemplos de un «feminismo negativo». El director explicó que su facilidad para exponer el punto de vista femenino se debe a que es «bueno para escuchar» y afirmó que su ópera prima no es una obra feminista: «[Existe un] doble rasero, por lo tanto decidí hacer una película sobre una mujer que realmente vive su vida como un hombre».
Ha incursionado en el cine bélico en un par de ocasiones: con Miracle at St. Anna (2008) y con Da 5 Bloods (2020), las cuales relatan la experiencia de un grupo de soldados negros durante la Segunda Guerra Mundial y la Guerra de Vietnam, respectivamente. Manifestó que quería hacer una película sobre el conflicto bélico de Vietnam desde la perspectiva de los soldados negros, sin «faltarle el respeto» a otros filmes sobre el tema como Full Metal Jacket, Apocalypse Now o Casualties of War. Por su parte, Inside Man es considerada la obra más comercial de todo el catálogo de Lee, en contraposición a su estilo más personal y experimental. Según Mike Scott del portal Nola.com, el filme «es un inteligente e intenso thriller policíaco que representa una de sus películas más convencionales de los últimos años», y para Padraig Cotter de Screen Rant se trata de uno de sus mayores esfuerzos por hacer una película propia de la corriente principal o mainstream.

### Influencias

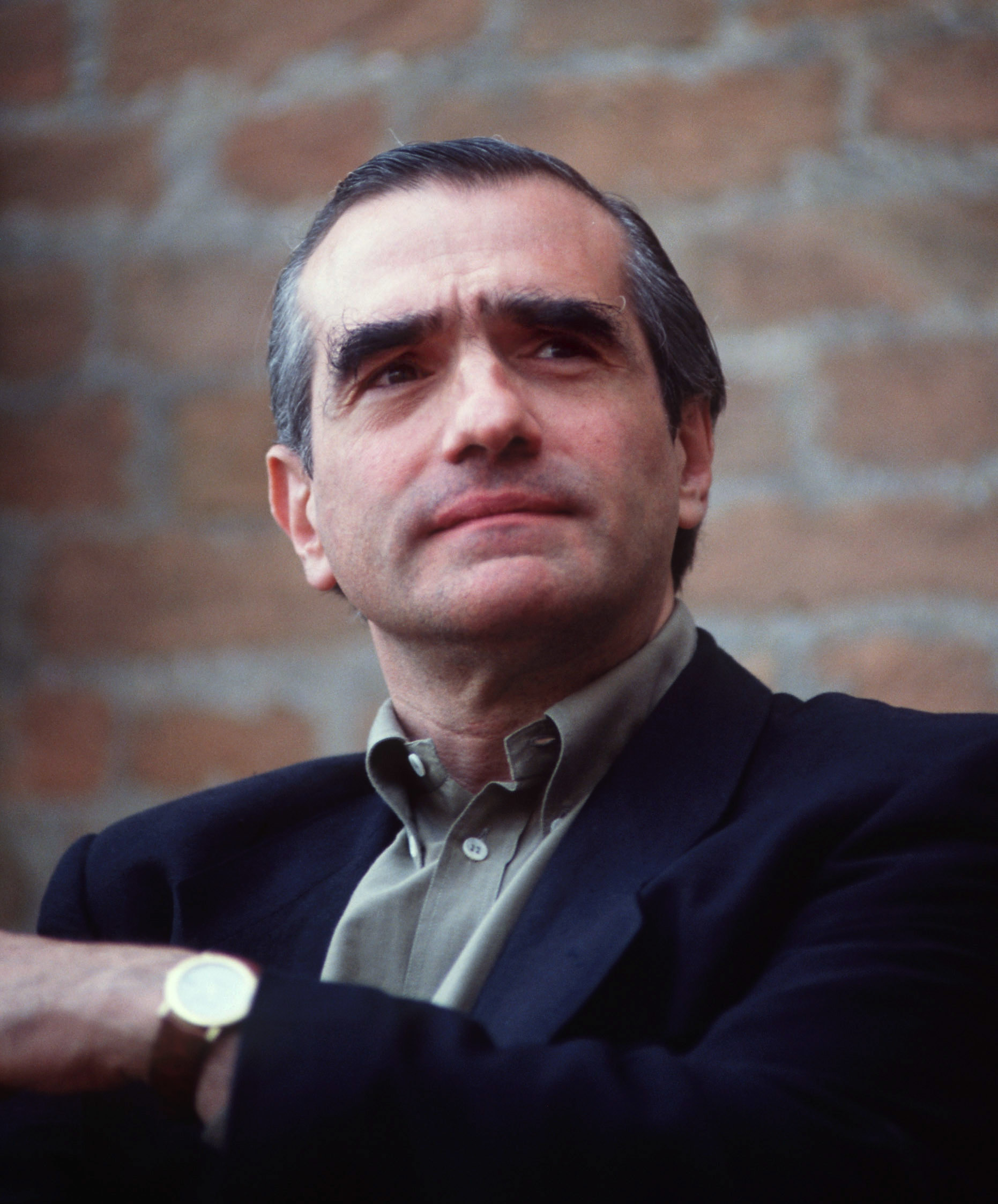
Martin Scorsese es uno de los directores de cine favoritos de Spike Lee.

En una entrevista con la revista GQ, Lee mencionó a Martin Scorsese como una de sus influencias iniciales: «Mi madre es la responsable de que sea un gran fanático de Martin Scorsese. Me llevó a ver Mean Streets [...] Esa película realmente me causó un gran impacto». En la misma entrevista confesó que tuvo la oportunidad de conocer a Scorsese mientras estudiaba en la Universidad de Nueva York, durante una proyección del filme After Hours. El cineasta estadounidense Elia Kazan —y en especial sus películas On the Waterfront (1954) y Un rostro en la multitud (1957)— ha sido citado frecuentemente por Lee como uno de sus directores favoritos. Entre sus largometrajes preferidos, mencionó además a Ace in the Hole de Billy Wilder (1951) y a Pixote del brasileño Héctor Babenco (1980).
La película Tarde de perros (1975) de Sidney Lumet sirvió como referencia para su largometraje Inside Man. En general ha valorado la obra de Lumet, a quien considera uno de los mejores contadores de historias de todos los tiempos. «No podría haber existido Inside Man sin su magnífica Tarde de perros», aseguró sobre la influencia de Lumet en su trabajo. En una entrevista durante el Festival Internacional de Cine de San Francisco en 2018 confesó su admiración por Sean Connery en el papel del agente secreto James Bond, y confesó que en su niñez disfrutaba de largometrajes como Dr. No, Operación trueno y From Russia with Love. En la misma conversación elogió el desempeño del actor Sidney Poitier en Los lirios de valle (1963) y mencionó que las películas de Bruce Lee le hicieron entender que las personas involucradas en la producción cinematográfica deben contar sus priopias historias:

«Hollywood, en muchos sentidos, ha deshumanizado a las personas [...] Por eso es tan importante que la gente cuente sus propias historias, de eso se trata [...] La primera vez que entendí el poder del cine, fui a la calle 42 a ver una película de Bruce Lee [...] había mil niños corriendo por el barrio, golpeándose en la cabeza con nunchakus, dando supuestas patadas voladoras, cayendo de culo, y eso es porque acaban de ver a Bruce Lee».

En una entrevista para la revista New York en febrero de 2015, mencionó otras películas, libros y personas que tuvieron alguna influencia en su carrera. Manifestó que el filme Rashōmon de Akira Kurosawa lo inspiró al momento de crear She's Gotta Have It y se refirió al cineasta David Lean como «el maestro del cine épico» —en especial por su trilogía conformada por Doctor Zhivago, Lawrence de Arabia y El puente sobre el río Kwai—, cuya obra le sirvió como referencia al momento de rodar Malcolm X. Afirmó que la novela La canción de Salomón de Toni Morrison es uno de los mejores libros de la historia y citó el largometraje Ganja & Hess de Bill Gunn como su principal fuente de inspiración para crear el filme Da Sweet Blood of Jesus de 2014.

### Colaboradores habituales
Con diez apariciones, Joie Lee es la actriz con mayor participación en sus películas, seguida por John Turturro con nueve y Thomas Jefferson Byrd con ocho. Otros actores que han trabajado en varias de sus películas son Leonard L. Thomas, Ossie Davis, Roger Guenveur Smith, Isiah Whitlock Jr., Samuel L. Jackson y Michael Imperioli con seis apariciones; Nicholas Turturro, Steve White, Kim Director y Arthur Nascarella con cinco; Denzel Washington, Giancarlo Esposito, Delroy Lindo, Bill Nunn y Monty Ross con cuatro; y Joe Seneca y Wesley Snipes con tres participaciones.
El músico y compositor Terence Blanchard es uno de sus colaboradores frecuentes y ha compuesto la música de gran parte de sus películas, desde Jungle Fever de 1991. Barry Alexander Brown se ha desempeñado como editor en la mayoría de sus proyectos, iniciando con Do the Right Thing en 1989. Bill Lee, músico, compositor y padre del cineasta, aparece acreditado como director musical en las películas She's Gotta Have It, School Daze, Do the Right Thing y Mo' Better Blues, y compuso la banda sonora del proyecto universitario Joe's Bed-Stuy Barbershop: We Cut Heads. Ernest Dickerson, compañero de Lee en la Escuela de las Artes Tisch, ofició como director de fotografía en seis de sus películas. Otros de sus colaboradores habituales son los productores Wynn Thomas y Jon Kilik, la directora de fotografía Ellen Kuras y el editor Samuel Pollard.

## Vida personal

Lee es aficionado al baloncesto y particularmente del equipo New York Knicks.

### Relaciones y aficiones
Lee conoció a la abogada, empresaria y productora Tonya Lewis en 1992, con quien se casó un año después en Nueva York. La pareja tiene una hija llamada Satchel (nacida en 1994) y un hijo de nombre Jackson (nacido en 1997). El director tiene tres hermanos menores: Joie, David y Cinqué, todos vinculados a la industria cinematográfica, y es primo del cineasta Malcolm D. Lee.
Es fanático del equipo de béisbol New York Yankees, del club de baloncesto New York Knicks, del equipo de hockey sobre hielo New York Rangers y del club de fútbol inglés Arsenal FC. Uno de los documentales de la serie 30 x 30 de ESPN, titulado Winning Time: Reggie Miller contra los Knicks de Nueva York, se centra parcialmente en la interacción de Lee con el baloncestista Reggie Miller en los juegos de los Knicks en el Madison Square Garden.

### Política y religión
Es seguidor del partido demócrata y ha participado activamente en eventos relacionados con esta afiliación política. Durante la campaña de reelección presidencial de Barack Obama en 2012, organizó una campaña de recaudación de fondos en la que sus invitados hicieron un aporte de más de 35 mil dólares cada uno para asistir. En varias ocasiones manifestó su desacuerdo con la labor del republicano Donald Trump durante su mandato como presidente de los Estados Unidos, refiriéndose a él como el «agente naranja» y comparándolo incluso con Adolf Hitler. En respuesta a las elecciones presidenciales de 2020, celebró en las calles de Brooklyn la victoria de Joe Biden frente a Trump descorchando una botella de champán entre una multitud de curiosos.
Aunque no fue criado en el seno de una familia particularmente religiosa, Lee ha manifestado su respeto por la iglesia y ha visitado congregaciones como la Iglesia Bautista Abisinia en Nueva York. Cuando en una entrevista con la cadena BBC se le preguntó si creía en la existencia de Dios, el director contestó: «Sí. Tengo fe en que hay un ser superior. Todo esto no puede ser un accidente».

## Controversias
En mayo de 1999, el diario New York Post informó que Lee realizó «un comentario incendiario» sobre Charlton Heston, presidente de la Asociación Nacional del Rifle, en el marco del Festival de Cine de Cannes. Según el rotativo, el cineasta afirmó que dicha asociación debería ser disuelta y que alguien debería «dispararle con un revólver Bull Dog calibre 44» a Heston. Cuando se le preguntó sobre el papel del cine de Hollywood en los tiroteos en las escuelas, respondió: «El problema son las armas». El líder de la mayoría republicana de la Cámara de Representantes, Dick Armey, reprochó sus declaraciones: «No tiene nada que ofrecer al debate sobre la violencia escolar, excepto más violencia y más odio».
En junio de 2003, solicitó un mandato judicial contra la cadena Spike TV —propiedad del conglomerado mediático Viacom— para impedir que utilizaran su apodo. Alegó que, debido a su popularidad, los televidentes podrían pensar que tenía alguna asociación con el canal. En julio del mismo año, su abogado Terry Gross confirmó que la demanda había sido resuelta luego de que ambas partes llegaran a un acuerdo, aunque no indicó los términos del mismo. Según Viacom, el retraso ocasionado por el litigio le costó a la compañía treinta millones de dólares, pero Gross manifestó que el caso se encargó de darle «un impulso publicitario a la cadena». Tras el acuerdo, el canal pudo utilizar el nombre Spike TV.
En el Festival de Cine de Cannes de 2008, y mientras realizaba la película Miracle at St. Anna sobre una división compuesta por afroestadounidenses que luchaba en Italia durante la Segunda Guerra Mundial, Lee criticó al director Clint Eastwood por no representar a los marines negros en su propia película sobre la Segunda Guerra Mundial, Flags of Our Fathers. Eastwood defendió su película al asegurar que se trataba específicamente sobre los marines que izaron la bandera en el Monte Suribachi en Iwo Jima, y señaló que, aunque los marines negros lucharon en Iwo Jima, el ejército estadounidense estaba racialmente segregado durante la guerra, por lo que ninguno de los hombres que izaron la bandera eran de raza negra. En respuesta, Lee lo criticó por no haber incluido a ningún soldado negro en sus dos películas sobre Iwo Jima. Más tarde reconoció que los medios exageraron el evento y confesó que se había reconciliado con Eastwood a través de su amigo mutuo Steven Spielberg.
Después del asesinato de Trayvon Martin en marzo de 2012, Lee usó su cuenta de Twitter para hacer circular un mensaje que afirmaba dar la dirección del domicilio del tirador George Zimmerman. La dirección resultó ser incorrecta, lo que provocó que los verdaderos ocupantes del domicilio, Elaine y David McClain, tuvieran que abandonar su hogar y quedarse en un hotel debido a las numerosas amenazas de muerte recibidas. El director emitió una disculpa y llegó a un acuerdo con los McClain, el cual supuestamente incluía una compensación económica. No obstante, en noviembre de 2013, los McClain presentaron una demanda por negligencia en la que acusaban a Lee de «fomentar una mentalidad peligrosa entre sus seguidores de Twitter y entre el público en general». En la demanda, presentada ante un tribunal por un valor de 1,2 millones de dólares, se alegó que la pareja sufrió «daños y perjuicios» que continuaron después del acuerdo inicial hasta el juicio de Zimmerman en 2013. Un juez del condado de Seminole desestimó la demanda de los McClain y coincidió con Lee en que el asunto ya había sido resuelto con anterioridad.
Dylan Farrow, hija de la actriz Mia Farrow, acusó al cineasta Woody Allen de abusar de ella sexualmente mientras Allen era pareja de su madre. En una entrevista en junio de 2020, Lee le restó importancia a las acusaciones y defendió a Allen al afirmar que «es un gran cineasta» y que «no se puede borrar a una persona como si nunca hubiera existido». Sin embargo, poco tiempo después utilizó sus redes sociales para retractarse de su posición y afirmó en su cuenta de Twitter: «Lo siento profundamente. Mis palabras fueron incorrectas. No tolero ni toleraré el acoso sexual, los abusos o la violencia».

## Premios y nominaciones

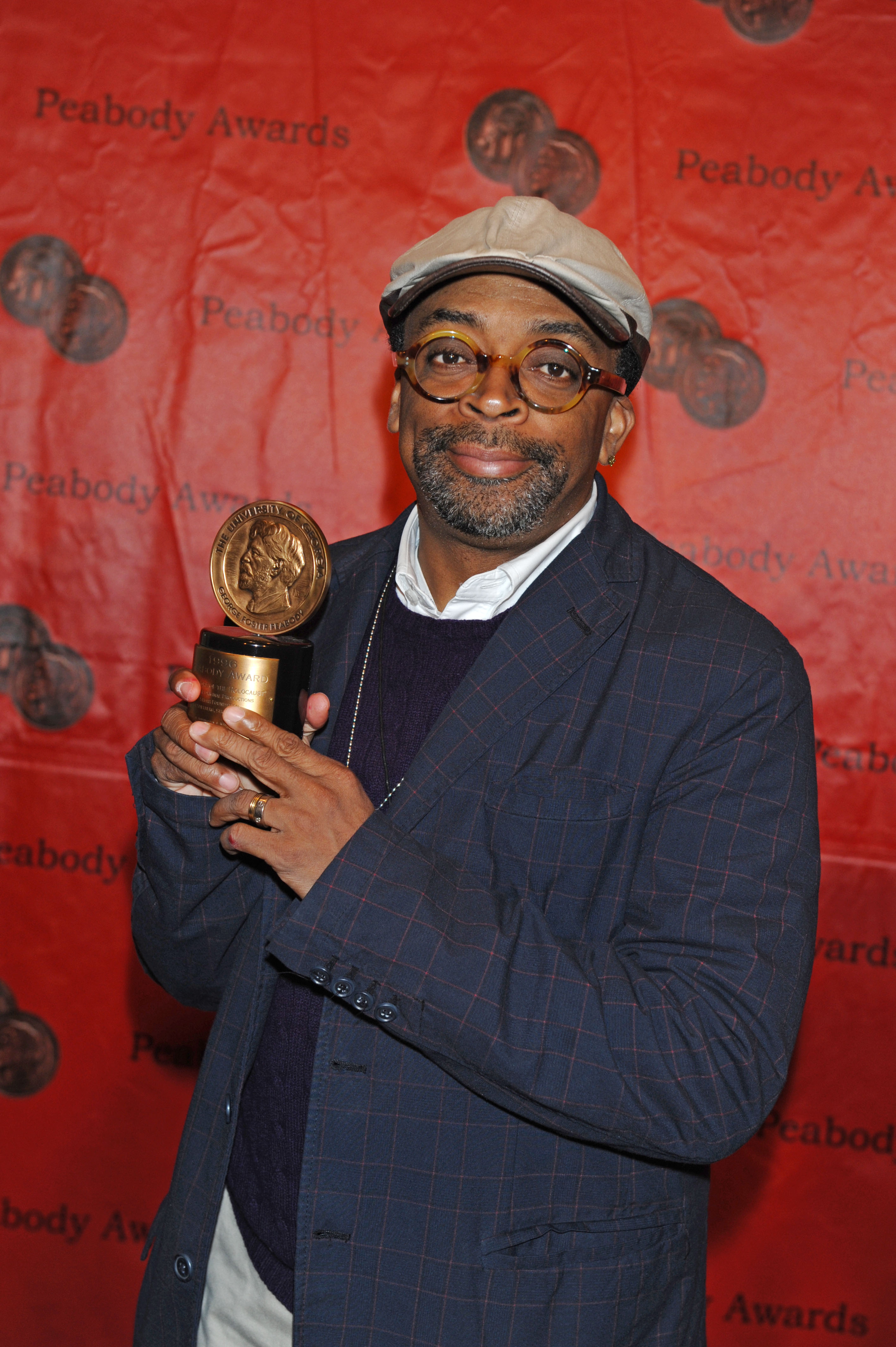
Lee recibiendo el Premio Peabody por su documental If God is Willing and Da Creek Don't Rise, en los Premios Peabody de 2011.

En 1983 Lee ganó el Óscar Estudiantil en la categoría de drama por su película Joe's Bed-Stuy Barbershop: We Cut Heads, realizada a modo de tesis cuando era alumno de la Universidad de Nueva York. En los Premios Óscar fue nominado en las categorías de mejor guion original por Do the Right Thing (1989) y de mejor documental por 4 Little Girls (1998). En noviembre de 2015 se le concedió el Óscar honorífico por sus contribuciones al cine, convirtiéndose a los 58 años en la persona más joven en recibirlo. El galardón le fue entregado durante la ceremonia de los Governors Awards, organizada por la Academia de Artes y Ciencias Cinematográficas. En 2019 recibió sus primeras nominaciones a mejor película y mejor director en los Óscar, ambas por el largometraje BlaKkKlansman, y ganó su primer galardón en competencia en dicho evento en la categoría de mejor guion adaptado.
Do the Right Thing y BlaKkKlansman compitieron por la Palma de Oro en el Festival de Cannes; la última de ellas ganó el Gran Premio del festival en 2018. En el Festival Internacional de Cine de Berlín, los filmes Malcolm X (1993), Get on the Bus (1997), Bamboozled (2001) y 25th Hour (2003) recibieron nominaciones al Oso de Oro. En la categoría de mejor director, obtuvo galardones en eventos como los Premios Primetime Emmy (con When the Levees Broke en 2007, los Black Movie Awards y los Premios Black Reel (con Inside Man en 2006 y 2007 respectivamente); y nominaciones en los Premios BAFTA (con BlaKkKlansman en 2019), en los Globos de Oro (con Do the Right Thing en 1990 y BlaKkKlansman en 2019) y en los Premios Black Reel (con Summer of Sam en 2000, Bamboozled en 2001, 25th Hour en 2003, She Hate Me en 2005, Sucker Free City en 2006, Miracle at St. Anna en 2008, Passing Strange en 2010 y Red Hook Summer en 2013). Con 26 menciones en diversas categorías, Lee es el cineasta con mayor número de nominaciones en la historia de este último evento. Sus documentales When the Levees Broke y If God Is Willing and da Creek Don't Rise se alzaron con el Premio Peabody en 2006 y 2010 respectivamente.
En 2008 se le concedió el Premio Wexner —otorgado por el Centro Wexner para las Artes— y una suma de 50 000 dólares. En 2013 recibió el Premio Dorothy y Lillian Gish «por su brillantez y coraje inquebrantable en el uso del cine para desafiar el pensamiento convencional», el cual entrega un incentivo económico de 300 000 dólares a su acreedor. Sus películas Do the Right Thing, Malcolm X, 4 Little Girls y She's Gotta Have It fueron seleccionadas por la Biblioteca del Congreso de Estados Unidos para su preservación en el Registro Nacional de Cine por ser «cultural, histórica o estéticamente significativas».
Recibió el Premio American Cinematheque en un evento virtual realizado el 14 de enero de 2021. «Como una organización de artes culturales que celebra la importancia del cine en nuestra sociedad, Spike Lee es la elección perfecta para nuestro premio anual», afirmó el presidente de la organización Rick Nicita. En enero de 2023 la revista Variety anunció que el director recibirá en el mes de marzo el Premio Ian McLellan Hunter en los Premios WGA del Sindicato de Guionistas de Estados Unidos, y cuatro meses después la organización del Festival Internacional de la Creatividad Cannes Lions informó que Lee será el receptor del primer premio honorífico al creador del año.